# Dualismus
|  | Dieser Artikel wurde in der Qualitätssicherung Philosophie eingetragen. Artikel, die sich als nicht relevant genug herausstellen oder mittelfristig kein hinreichend akzeptables Niveau erreichen, können schließlich auch zur Löschung vorgeschlagen werden. Bitte hilf mit, die inhaltlichen Mängel dieses Artikels zu beseitigen, und beteilige dich bitte an der Diskussion! Bitte entferne diesen Hinweis nicht ohne Absprache! |

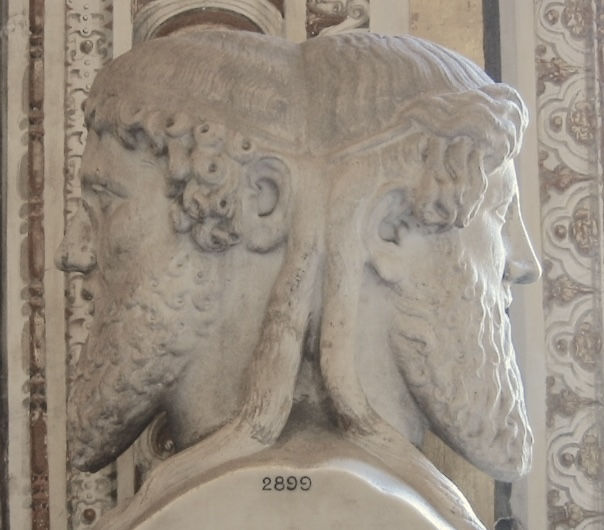
Der doppelköpfige Janus – römischer Gott der Zeit, von Anfang und Ende – ist ein sehr altes Symbol des Dualismus im Weltverständnis.

Als Dualismus (über lateinisch dualis „zwei enthaltend“, von duo „zwei“, und -ismus) werden vor allem philosophische, religiöse, gesellschaftliche oder künstlerische Theorien, Lehren oder Systeme zur Deutung der Welt bezeichnet, die von zwei unterschiedlichen und voneinander unabhängigen Grundelementen ausgehen, beispielsweise zwei Entitäten, Prinzipien, Mächten, Erscheinungen, Substanzen oder Seh- und Erkenntnisweisen. Beide Elemente stehen häufig in einem Spannungsverhältnis oder sogar Gegensatz zueinander (bis hin zu einer Unvereinbarkeit), können sich aber auch als Polarität ergänzen (beispielsweise Yin und Yang). Vom Dualismus zu unterscheiden ist der Begriff der Dualität in Mathematik und Logik, der sich auf die wechselseitige, genau definierte Zuordnung je zweier Objekte oder Begriffe bezieht.

## Begriffsgeschichte
Der Ausdruck ‚Dualismus‘ ist zum ersten Mal bei Thomas Hyde (1636–1703) nachweisbar, der mit ihm die parsische Lehre des Widerstreits von Licht und Finsternis als den zwei wesentlichen Prinzipien des Weltgeschehens bezeichnete (Manichäismus). In diesem religiösen Sinne wurde er auch von Pierre Bayle in seinem Dictionaire historique et critique und von Gottfried Wilhelm Leibniz in seinen Essais de Théodicée verwendet. Als explizit philosophischer Begriff zur Bezeichnung von Systemen, die von zwei Substanzbereichen ausgehen, wurde er erst von Christian Wolff in seiner Psychologia rationalis eingeführt: „Dualisten heißen diejenigen, die die Existenz materieller und immaterieller Substanzen annehmen“.
Ausgehend von der Wolffschen Definition lassen sich dualistische Überzeugungen bis in die griechische Antike zurückverfolgen. Schon der Nousbegriff von Anaxagoras scheint durch entsprechende Überzeugungen motiviert zu sein. Platons Gegenüberstellung von Ideenwelt und materieller Welt in seiner Ideenlehre und seine Argumentation für die Unsterblichkeit der Seele stellt eine ausgearbeitete Version des Dualismus dar. Platon hielt Ideen für reale immaterielle Objekte, die materiellen Dinge für deren unvollkommene Abbilder. Dies veranschaulicht er in seinem Höhlengleichnis. Wahre Erkenntnis ist nach Platon daher immer Erkenntnis der Ideen. Nach der Lehre des Aristoteles bestehen endliche Substanzen aus zwei Prinzipien, nämlich dem Stoff oder der Materie (griechisch hýlē) und der Form (griechisch morphḗ); siehe Hylemorphismus.
Auch wenn sich in Antike und Mittelalter dualistische Gedankengebäude finden lassen, geht die klassische Formulierung des Dualismus auf René Descartes’ Unterscheidung zwischen res cogitans und res extensa zurück. Nach Descartes existiert eine ausgedehnte materielle und eine nicht-räumliche geistige Substanz.
Obwohl ein so verstandener Substanzdualismus bis heute von Philosophen vertreten wird, haben ihn doch die meisten Philosophen etwa seit Immanuel Kant abgelehnt. Im Gegensatz zum Substanzdualismus steht der Substanzmonismus, der verschiedene Formen annehmen kann. Zum einen ist ein materialistischer Monismus möglich, der behauptet, dass alle Gegenstände, die es gibt, physische Gegenstände seien. Dem materialistischen steht der idealistische Monismus gegenüber, der erklärt, dass es in Wirklichkeit nur Bewusstseinszustände gebe. Eine dritte Form ist der neutrale Monismus, der behauptet, dass es eine Substanz mit verschiedenen Qualitäten oder Eigenschaften gibt. Eine solche Position, die schon von Baruch de Spinoza formuliert wurde, kann jedoch auch als ein Dualismus angesehen werden, da sie akzeptiert, dass es irreduzible physische und mentale Eigenschaften gibt.
In der modernen Philosophie mit ihrer vor allem nachreformatorischen Ablösung von theologischen Zwängen und Mustern sind Dualismen vor allem ab der zweiten Hälfte des 18. Jahrhunderts und extrem verstärkt im 19. und 20. Jahrhundert in allen denkbaren Erscheinungsformen dann weit verbreitet und beschäftigen sich mit Gegensatzpaaren wie Geist und Materie, Ding an sich und Phänomen, Leib und Seele, anorganische und organische Natur, Subjekt und Objekt, Emotion und Ratio, Glauben und Wissen, Freiheit und Notwendigkeit, Gesellschaft und Individuum etc. Dualismen wurden allerdings vor allem ab der zweiten Hälfte des 20. Jahrhunderts verstärkt als zunehmend unzulängliche Bedeutungsschablonen betrachtet, etwa bei Edmund Husserl und Max Scheler, und immer mehr in Frage gestellt oder durch multifaktorielle und vernetzte bzw. kontinuierlich strukturierte und selbstreferentielle Systeme ersetzt und/oder ergänzt, die dem kybernetischen Prinzip der interaktiven Wechselwirkung folgen.

## Geistiger Ursprung und Problematik des Dualismus

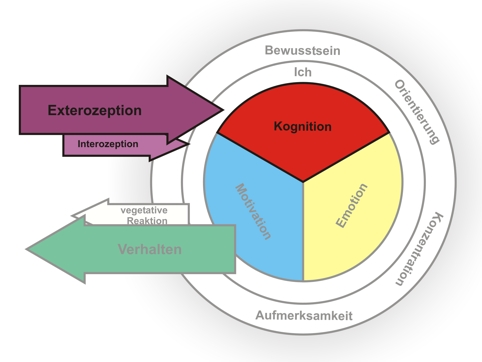
Modell der menschlichen Kognition

Die Evolutionäre Erkenntnistheorie beschreibt vielleicht am einleuchtendsten den Ursprung dieses geistigen Ordnungsprinzips. Der Wiener Biologe Rupert Riedl definiert dabei die Vernunft als evolutionäres Anpassungsprodukt an diese Welt. Unser Denkapparat sei „keineswegs zu Zwecken der Erkenntnis dieser Natur geschaffen worden“, sondern zum „Zweck des Überlebens. Und für dieses Überleben genügt es, in diese Welt hinein gewisse Sinnesfenster zu besitzen… Und in derselben Weise besitzen wir offenbar auch eine Vorstellung von dem, was wir Materie nennen, und Strukturen gegenüber dem, was wir als Vorgänge erleben oder allgemein als Funktionen… Wir haben also für Strukturen und Vorgänge zweierlei, zunächst inkomparable Begriffe… So dass wir zwar offensichtlich vor einer einheitlichen Welt stehen, aber mit zwei erblich getrennten Sinnesfenstern und die Verbindung zwischen ihnen erst mit Mühe konstruieren müssen.“ Er sieht in diesem kognitiven Dualismus die Erklärung des Monismus-Dualismus-Problems wie auch des Realitätsproblems, desgleichen des Idealismus-Materialismus-Problems und der Induktions-Deduktions-Debatte, vor allem aber des menschlich dualistisch zweidimensional geprägten Kausalitäts-Finalitäts-Problems mit seiner Wenn-Dann-Systematik der auf einem alten Reiz-Reaktions-Muster beruhenden Ursache-Wirkungs-Ketten, das es den Menschen unmöglich macht, komplexe Zusammenhänge unmittelbar zu verstehen (Beispiel Umwelt). Daraus erklären sich nach seiner Meinung auch die zahlreichen Schwierigkeiten einer immer komplexer werdenden modernen Welt, denn: „Unsere erblichen Anschauungsformen sind also Anpassungen für gestern und vorgestern, in phylogenetischen Dimensionen gesehen, und passen heute nicht mehr in die Welt, die wir uns so kompliziert eingerichtet haben“, so dass notwendigerweise „die Fähigkeit, mit komplexen Systemen umzugehen, mit Intelligenz scheinbar nichts zu tun hat“. Und er folgert daraus: „Wir müssen unsere geteilten Anschauungsfenster zusammenführen und gewissermaßen probeweise beginnen mit einer Synthese, einer Zusammenfügung, unseres so lange gespaltenen Weltbildes“, um so die rationalen Fehler zu vermeiden, die wir aufgrund unseres ererbten dualistisch geprägten Anschauungssystems begehen.
Auch Konrad Lorenz vertritt diesen Standpunkt, wenn er unter Bezugnahme auf den in der westlichen Kultur ausgeprägten Glauben, alles natürlich Erklärbare entbehre jedes Wertes, in Das sogenannte Böse von einer Überspitzung der Kantschen Wertephilosophie spricht, „die ihrerseits eine Konsequenz der idealistischen Zweiteilung der Welt ist“.
John Carew Eccles wiederum hat diesen kognitiven Dualismus vom Standpunkt des Hirnforschers präzisiert und gleichzeitig etwas entschärft mit seiner Hypothese vom Zusammenwirken des selbstbewussten Geistes mit den neuralen Zentren des Gehirns, wobei er dem Geist die aktive Rolle zubilligt: „Der selbstbewusste Geist selektiert aus diesen Zentren gemäß der Aufmerksamkeit und integriert von Augenblick zu Augenblick seine Wahl… Darüber hinaus wirkt selbstbewusster Geist auf diese neuralen Zentren, indem er die dynamischen räumlich-zeitlichen Muster der neuralen Ereignisse modifiziert.“
Auf die Problematik und Unvollkommenheit der dualistischen Weltinterpretation und eines dualistischen Erkennens insgesamt hat auch Ken Wilber, einer der führenden Vertreter der Neuen Psychologie und Integralen Theorie, hingewiesen. Er warnt zudem vor den Gefahren des primären Dualismus, der lediglich dazu führe, dass die Welt für uns zur Bedrohung werde, weil er den Sein-Nichtsein-Konflikt aufbrechen lasse mit der Folge, dass der Mensch den Tod verdränge, ein Leben lang gegen die Welt ankämpfe und stets eine möglichst große Distanz, genannt „Sicherheit“, zwischen sich und seiner Umwelt zu schaffen bemüht sei. Jeder dieser Dualismen zerstöre zudem eine Ganzheit, unterdrücke ihre Nicht-Dualität und projiziere sie als scheinbare Gegensatzpaare, „halbiere“ so praktisch den Menschen und erzeuge zudem dessen Unbewusstes. „An sich ist nichts weder gut noch böse; das Denken macht es erst dazu“ (Hamlet 2, 2), so Shakespeare. „Dualität und Gegensatz sind demnach Beziehungs- oder Denkbegriffe, aber keine in der Wirklichkeit anzutreffenden Gegebenheiten.“ Daniel Dennett meint: „Die grundlegend antiwissenschaftliche Haltung des Dualismus ist meines Erachtens das ihn am meisten disqualifizierende Merkmal […]  Dabei habe ich nicht einmal ein Argument zur Hand, das ihn grundsätzlich widerlegen würde. Aber ich meine, dass die wissenschaftliche Annäherung an das Bewusstsein aufgegeben ist, wenn man den Dualismus akzeptiert.“

## Hauptsächliche Dualismus-Gruppen
Es gibt vor allem im Zusammenhang eines spezifischen Denk- und Ordnungssystems, das einen umfassenden, alle Bereiche durchdringenden Philosophiebegriff zur Grundlage hat, verschiedene, inhaltlich sich teils überschneidende, mitunter auch primär historisch definierte Dualismen, die sich auf der Basis ihrer hauptsächlichen Gegensatzpaare in mehreren Gruppen zusammenfassen lassen.
1. eine Gruppe, die die Erklärung von Welt, Sein, Kosmos und Natur als dualistische Weltergänzung zum Gegenstand hat und die bereits einen Übergang zur nächsten Gruppe bildet,
2. eine Gruppe, bei der der Mensch, sein Denken und seine Erkenntnisfähigkeit, seine Ethik und Religion sowie seine Sprache dualistisch interpretiert werden, wobei Letztere wiederum die Übergangszone zu den gesellschaftlichen Dualismen darstellt,
3. die Gruppe, der auf Gesellschaften und ihre sozialen, rechtlichen, ökonomischen, kulturellen und politischen Funktionen und Bedingungen bezogenen Dualismus-Phänomene, die teilweise aus den Dualismen der Menscherklärung ableitbar sind,
4. die Gruppe der nicht mehr primär philosophischen Dualismen in der Methodologie.

Die Bereiche der Kunst im weitesten Sinne schließen diese Gruppe ab.

### Dualismen der Welterklärung
In dieser Gruppe werden das Sein und Nichtsein, das Diesseits und Jenseits, Leben und Tod, Werden und Vergehen, Materie und Geist, Geist und Natur, Erlebtes und Unerlebtes als grundsätzlich getrennt betrachtet. Der geistige Mechanismus zur Überwindung der Gegensätze heißt Transzendenz. Der Empirismus und vor allem der Positivismus und Materialismus sind dabei Methoden, diese vom Idealismus propagierte und durch ein System von a priori/a posteriori, Ding an sich und ähnlichen Konzepte zu überwinden versuchte, vom Rationalismus negierte erkenntnistheoretische Bruchstelle durch die Betonung, ja Verabsolutierung reiner Erfahrungswerte zu umgehen, allerdings mit der durch die evolutionären Erkenntnistheorie angenommenen Beschränkung, ja Hypothek des primären kognitiven Dualismus mit seinen phylogenetisch vorgegebenen dualistischen Ordnungssystemen. Seit dem idealistischen Rationalismus eines Platon und dem Empirismus eines Aristoteles beherrscht dieser Dualismus die abendländischen Diskussion in der Philosophie.

#### Metaphysischer Dualismus

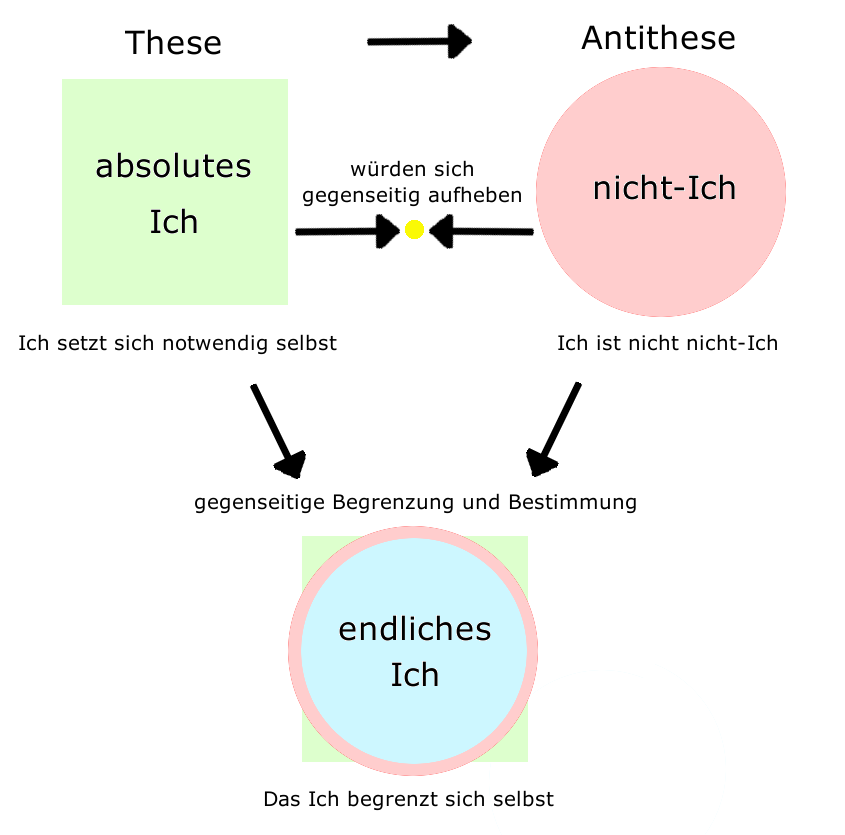
Schema zu Fichtes Metaphysik

Die Metaphysik bildete in den klassischen philosophischen Zuordnungssystemen als „Wissenschaft von den letzten Gründen des Seins“ auch den Oberbegriff zu Ontologie, Kosmologie und Theologie (siehe religiöser Dualismus). Die Philosophiegeschichte (und vor allem auch die Religionsgeschichte) hat in diesem Zusammenhang etwa in Kants, Fichtes, Hegels und Schellings Idealismus eine Reihe von Modellen entwickelt, die teils monistisch, teils dualistisch und hier wiederum antagonistisch oder polar strukturiert sind, wobei das Hauptproblem die bis in die Moderne starke Verschränkung der Teilgebiete darstellt, die eine alles durchdringende, einheitlich dualistische oder monistische, in sich stimmige Theorie äußerst schwierig macht, vor allem auch sprachlich, wie etwa Martin Heidegger und Ludwig Wittgenstein feststellen mussten. Entsprechend ist bereits Edmund Husserl ganz von dieser metaphysischen Interpretationsweise abgerückt und hat die Phänomenologie als Weltdeutungssystem entwickelt, um derart unbeweisbare und damit rein spekulative metaphysische Prämissen und die notwendigerweise mit ihnen verbundenen dualistisch oder monistisch orientierten Kategorien ganz zu vermeiden. Zur Problematik eines modernen metaphysischen Dualismus etwa bei Jürgen Habermas formulierte Hans Albert eine grundlegende Kritik.
Spätestens seit der Wende zum 20. Jahrhundert ist die Metaphysik als solche in eine schwere Krise geraten, zumal ihre oft einfachen und nur noch als historisch relevant angesehenen Dualismen einen immer stärkerem Kontrast zur modernen Naturwissenschaft bildeten, deren Weltbild längst nicht mehr rein monistisch oder dualistisch war.

#### Ontologischer Dualismus
Das Wesen des Seins (griech. on = seiend) als solches, das bereits von Platon mit seinem berühmten Höhlengleichnis unter der Prämisse Sein und Schein illustriert wurde, steht im Mittelpunkt der Betrachtungen der Ontologie mit dem zentralen Gegensatzpaar Sein und Nichts (so der Haupttitel von Jean-Paul Sartres philosophischem Hauptwerk: L'être et le Néant, 1943). Es geht dabei hauptsächlich um die diesseitige Welt, die Existenz und ihre meist als dualistisch verstandenen Komponenten (vgl. Martin Heidegger: Sein und Zeit. 1927), weniger um die metaphysische, obwohl im 17. und 18. Jahrhundert die Ontologie zeitweise ganz der Metaphysik zugerechnet wurde. Einen dualistischen, hier marxistisch dialektischen Ansatz verfolgt auch Ernst Bloch in Das Prinzip Hoffnung, wo er die Hoffnung als vermittelnde menschlich utopische Transzendenz-Funktion zwischen Sein und Noch-nicht-Sein stellt und damit epistemologisch deutet: „Das Sein, das das Bewusstsein bedingt, wie das Bewusstsein, das das Sein bearbeitet, versteht sich letzthin nur aus dem und in dem, woher und wonach es tendiert“.
Der ontologische Dualismus hat, wie das Beispiel René Descartes’ zeigt, zahlreiche Berührungspunkte mit dem metaphysischen, anthropologischen und epistemologischen Dualismus, letzteres vor allem deswegen, weil hier das Wesen der Erkenntnis eine zentrale Rolle spielt, im dualistischen Sinne meist als Subjekt-Objekt-Dualismus (so etwa Karl Jaspers und Ken Wilber). Wilber weist zudem darauf hin, dass erst durch den Prozess des dualistischen Denkens an sich eine illusorische Dualität mit ihren Unterscheidungen entsteht und wir so zwei Welten aus einer erschaffen, so dass jegliche Ontologie letztlich das Produkt der menschlichen Psyche sei, die die Welt und damit auch den Menschen fragmentiere. Schöpfung sei somit die Schaffung von Dualismen. Vor allem die moderne Physik hat wie im Falle der Metaphysik zudem neue Aspekte und Perspektiven auch für die Ontologie eröffnet. Die analytische Philosophie versucht das Problem vor allem sprachlich anzugehen.
Ebenso bestehen auch Übergänge zum religiösen und ethischen Dualismus, insbesondere in der ontologischen, ja kosmischen Begründung des Gut-Böse-Dualismus, etwa im Manichäismus und den davon beeinflussten christlichen Lehren. Vor allem Religionen, hier insbesondere die abrahamitischen, suchen Gut und Böse auf derartige Seinsgrundlagen zurückzuführen und entwickeln dabei teils ganz unterschiedliche Lösungen des Theodizee-Problems.

#### Kosmologischer Dualismus

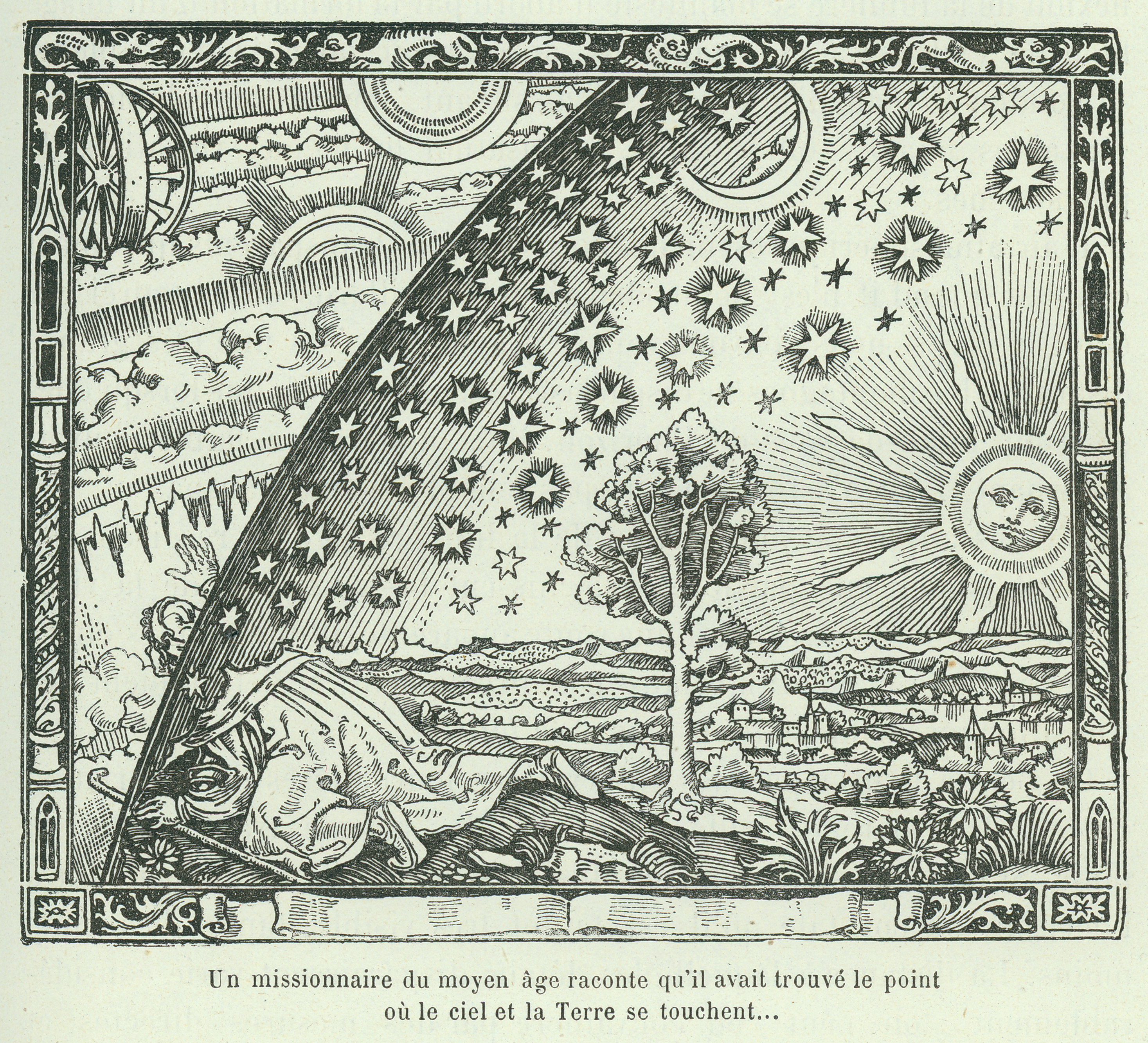
Camille Flammarion: L'Atmosphere: Météorologie Populaire (Paris, 1888). Der Holzschnitt zeigt symbolisch den Versuch des Menschen, der hier im Übergang von der 2. zur 3. kosmologischen Phase aus der irdischen Atmosphäre heraus blickt, um wie durch einen Vorhang das innere Wirkungsprinzip des Universums zu schauen und zu verstehen.

Die Entwicklung der Kosmologie kann historisch in drei Phasen unterteilt werden, wovon die erste auch in Ermangelung geeigneter Instrumente noch stark religiös und philosophisch geprägt war:
1. Vom alten Griechentum der Pythagoreer im 6. vorchristlichen Jahrhundert über das geozentrische Weltbild des Aristoteles und Ptolemäus bis hin zu Thomas von Aquin im 13. Jahrhundert, als das aristotelische Weltbild den christlichen Anforderungen angepasst wurde.
2. Von der kopernikanischen Wende im 16. Jahrhundert über Isaac Newton mit seinem unendlichen, aber mechanistischen Universum bis hin zu Thomas Wright und William Herschel zu Beginn des 19. Jahrhunderts, die das Sonnensystem als peripheren Teil der Galaxis erkannten und nicht als Mitte des Universums wie noch bei Kopernikus.
3. Ab dem 20. Jahrhundert begann sich dann mit den Forschungen von Albert Einstein und Edwin Hubble das heutige kosmologische Weltbild zu entwickeln, bis hin zu den modernen kosmologischen Theorien Stephen Hawkings.

Dualistische Prinzipien und Denkmuster versuchten jedoch in all diesen Phasen, das Wesen des Kosmos als Gesamtheit zu erklären. Kosmische Welterklärungsmodelle (Kosmogonie) gibt es überdies in den meisten Religionen, häufig in Verbindung mit der Schöpfung des Menschen und einem Gut-Böse-Dualismus. Die Gegensatzpaare hell – dunkel, männlich – weiblich, heiß – kalt, fest – flüssig, Ordnung – Chaos, Natur – Kultur (z. B. Rohes und Gekochtes) etc. spielen dabei gewöhnlich eine zentrale Rolle. Die Wechselwirkungen solcher Gegensätze bilden auch ein Grundmuster von Mythen, wie nicht zuletzt französische Strukturalisten wie Claude Lévi-Strauss feststellten, und es entsteht zum Beispiel ein Gegensatz in dem Sinne, dass der gegenwärtige Zustand als das Gegenteil des Zustandes der Dinge am Anfang aufgefasst wird. Ist dieser Dualismus schon von Beginn an angelegt, beherrscht er gewöhnlich auch die Deutungsweisen der sekundären Schöpfungsphänomene oder mündet wie zum Beispiel in den mesoamerikanischen Religionen in zyklische Weltmodelle. Nach dieser Anschauung legen Mythen in verschleierter Form die dem Dasein innewohnenden Widersprüchlichkeiten dar, denen der bewusste Mensch sich nicht stellen will. Mythisches Denken ist daher gewöhnlich dualistisches Denken und schreitet vom Erkennen der Widersprüche zu ihrer Lösung.
Mythen, wie sie etwa in der Kosmogonie des Hesiod, der Veden oder im Popol Vuh der Mayas, aber auch in der Hebräischen Bibel vor allem nach mesopotamischen Traditionen zusammengestellt wurden, sind hier die primären Quellen. Die Übergänge zum ethischen (etwa im Zoroastrismus), religiösen bzw. theologischen sowie zum anthropologischen Dualismus sind dabei naturgemäß sehr eng.

#### Naturphilosophischer Dualismus

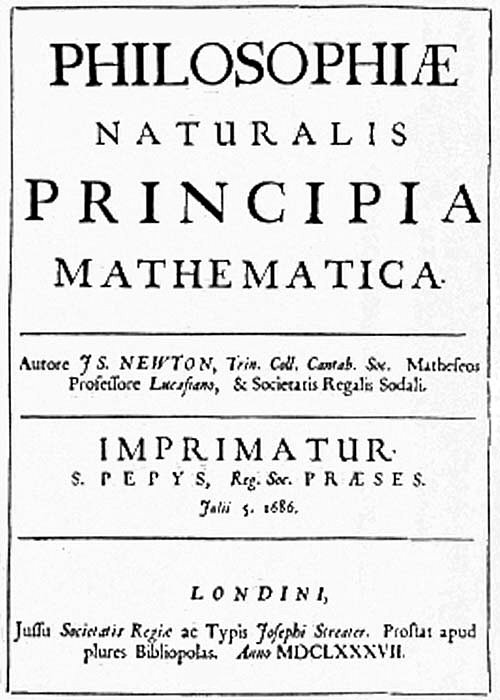
Isaac Newton: Philosophiae Naturalis Principia Mathematica („Die mathematischen Grundlagen der Naturphilosophie“), 1. Auflage 1687 (Innentitel)

Ursprünglich war Naturphilosophie identisch mit Naturwissenschaft, also der Physik des Aristoteles, die diesseits der Metaphysik verortet ist und zudem in allen Kulturen meist eng mit religiösen Betrachtungsweisen verbunden war.
Seit Kant steht der Begriff Naturphilosophie für eine Metaphysik der Natur, die von der Naturwissenschaft geschieden ist und wie Hegel oder Schelling deduktiv, damit spekulativ von einem im Grunde metaphysischen System ausgeht, das der Erfahrung vorausgeht. Hingegen verstand Isaac Newton Naturphilosophie, und so bis heute im englischen Sprachgebrauch, aber nur noch als die theoretische und mathematische Grundlegung der Naturwissenschaften (vgl. Abbildung).
Die zentralen Gegensatzpaare der Naturphilosophie sind Natur – Mensch und Natur – Geist, die jeweils dualistisch oder monistisch interpretierbar sind. Vor allem in der chinesischen und anderen östlichen Philosophiesystemen etwa dominiert ein monistische oder polare Auffassung der Natur, in den westlichen hingegen eine antagonistische als über die klassische Newtonsche Physik bis in eine dualistische Auffassung des Universums reichende Form-Substanz-Dichotomie, welche die Natur als vom Menschen durch Kultur zu überwindendes und dominierendes System ansieht. Schon das biblische „Macht Euch die Erde untertan“ weist in diese Richtung.
Die neuere Naturphilosophie geht zunehmend den induktiven Weg, verzichtet auf eine Ableitung der Natur aus den Begriffen und versucht, die Welt und ihre Phänomene zu einem stimmigen naturwissenschaftlichen Weltbild zusammenzufassen, ist daher oft kaum noch dualistisch zu nennen, zumal sie eher moderne erkenntnistheoretische Wege verfolgt.

### Dualismen der Mensch-Erklärung
In ihrem Zentrum steht der Mensch, sein Verhalten und sein Denken. Wie im Bereich des metaphysisch/ontologisch/kosmischen Dualismus gibt es aber auch hier starke Überschneidungen, je nachdem wie Seele, Geist usw. jeweils definiert werden. Und in der Philosophie des Geistes überschneiden sich zudem ontologischer, epistemologischer und anthropologischer Dualismus.

#### Anthropologischer Dualismus
Der anthropologische Dualismus ist in Teilen auch ein psychologischer und epistemologischer mit Übergängen zum ontologischen Dualismus.
Im griechischen Denken etwa bestand zwischen dem Ideal der Verlässlichkeit einerseits und der Welt der Variabilität, der Unbeständigkeit, der Instabilität andererseits eine große Dialektik. Platon sieht das Konzept der veränderlichen, irrationalen Komponenten unseres Ichs sehr negativ. Im Gegensatz dazu Aristoteles, der eher auf den ergänzenden Charakter beider Komponenten abhebt. David Hume wiederum sah die Vernunft als Sklavin der Leidenschaft, indes Claude Adrien Helvétius die Bedeutung der Leidenschaft betont. Diese Kontroverse zieht sich durch die gesamte Philosophiegeschichte und hat auch große Bedeutung für den epistemologischen Dualismus, hat mit dem von John Maynard Keynes kreierten Begriff der Animal Spirits zudem in der modernen Ökonomie große Bedeutung erlangt.
Der philosophische Dualismus versucht die Grundfragen der philosophischen Anthropologie dualistisch zu beantworten, das heißt, diese beschäftigt sich mit den Fragen der menschlichen Selbstdeutung und der Stellung des Menschen im Kosmos (etwa in Max Schelers gleichnamigem Werk von 1928), aber auch mit dem Verhältnis Mensch – Tier und Mensch – Gott, letzteres wiederum bereits Teil des religiösen Dualismus, sowie mit dem Verhältnis Geist – Sprache. Schon Kant hatte in seiner Logikvorlesung die hier zentralen Fragen gestellt: Was kann ich wissen? Was soll ich tun? Was darf ich hoffen? Was ist der Mensch? Insbesondere Arnold Gehlen versuchte, dualistische Konzepte zu überwinden.
Die philosophische Anthropologie ist seit Ende des 19. Jahrhunderts eng verschränkt mit Psychologie, Epistemologie, Sprachphilosophie bzw. Linguistik und seit Husserl auch mit der Phänomenologie, sowie seit Heidegger und Sartre mit der Existenzialphilosophie. Moderne Anthropologen stellen sich dabei heute nach wie vor die grundsätzliche Frage: Sind Sein oder Bewusstsein, Materie oder Geist das Ursprüngliche? Diese vom Marxismus etwa zugunsten der Materie beantwortete, von Erwin Schrödinger und Max Planck aber eher als illusorisch abgelehnte Fragestellung wird heute allerdings eher anthropologisch und kognitionspsychologisch im Zusammenhang mit dem kontinuierlichen, aber auch diskontinuierlichen Wirken evolutionärer Rückkoppelungsmechanismen gesehen, also eher als polarer, interaktiver Dualismus mit einer starken zeitlichen Dimension. Dabei begehen viele zudem den grundlegenden methodischen Fehler, Mensch und Tier in ihrem jetzigen Stadium zu vergleichen und nicht in ihren phylogenetischen Zusammenhängen, also etwa heutige Menschenaffen mit dem modernen Menschen. Ethologische und neurobiologische Untersuchungen ergaben außerdem das Wirken psychischer Vorgänge etwa als Vorstufen des menschlichen Bewusstseins bereits bei Tieren, sogar mit Vorformen dessen, was wir als rein menschlich ansehen, etwa die Moral, nur eben auf einer einfacheren und anderen Umweltzwängen angepassten Stufe. Damit gibt es aber auch für die Frage nach dem Bewusstsein bei Tier und Mensch eine nichtdualistische, diskontinuierliche Antwort, desgleichen für die epistemologische Frage nach Körper und Geist. Auch für die Entwicklung menschlicher Gesellschaften im Vergleich zu tierischen gilt ähnliches.
Simone de Beauvoir führte 1949 auf der Grundlage von Sartres Kategorien einen geschlechtsspezifischen anthropologischen Dualismus in die Diskussion ein, indem sie die Frau als Objekt des Mannes identifizierte und daraus die Forderung ableitete, die Frau müsse diesen männlich definierten Objektstatus durch Selbstentfremdung zurückweisen.
Zum Problem der Willensfreiheit, die als wesentliches menschliches Merkmal gilt, siehe unter Epistemologischer Dualismus, da zur Willensfreiheit auch die Erkenntnis von gut und böse, wahr und falsch, nützlich und schädlich gehört (z. B. im Utilitarismus), und zwar subjektiv wie objektiv, individuell wie gesellschaftlich (dazu unter „Gesellschaftliche Dualismen“).
In Haben oder Sein vergleicht 1976 Erich Fromm das fassadenhafte, markt- und konsumorientierte „Haben“ in der westlichen Gesellschaft mit dem seelischen, selbstbewusst–schöpferischen „Sein“, in dem Selbstmarketing und persönlicher Reichtum nachrangig sind. Mit seiner gesellschaftskritischen anthropologischen Analyse verweist Fromm darauf, dass die dominierende, egoistische Anspruchshaltung des „Habens“ zugunsten des gemeinwohlorientierten sozialen „Seins“ überwunden werden muss.

#### Epistemologischer Dualismus

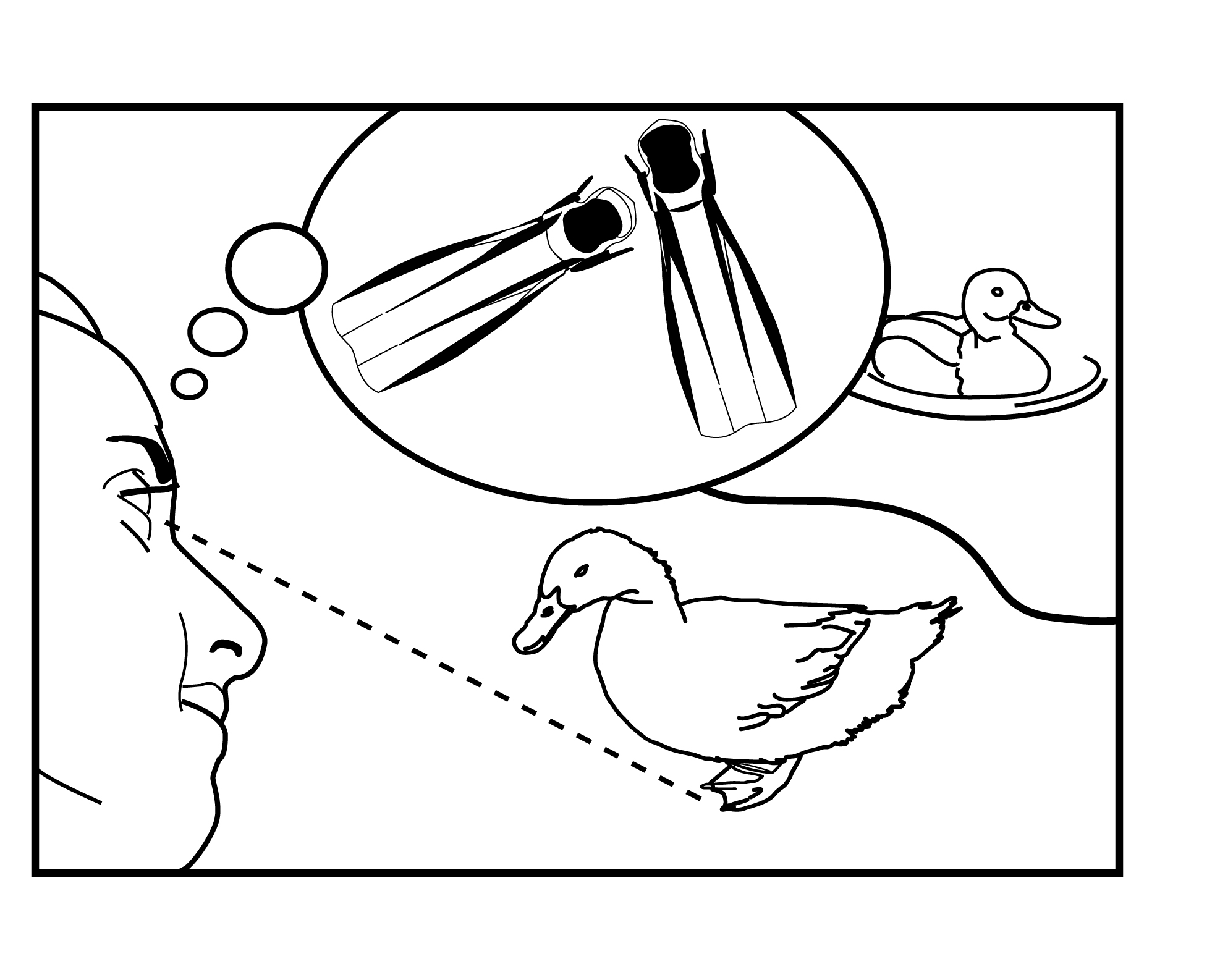
Dualismus von Wahrnehmung und gedanklicher Verarbeitung bzw. Assoziation

Am Beginn des epistemologischen Dualismus steht vielleicht der biblische Mythos vom Baum der Erkenntnis, der wie der Baum des Lebens dem uralten Konzept des Weltenbaumes entstammt, das Wissen um die ethische Dualität von Gut und Böse hervorbrachte mitsamt den Folgen, die das Essen seiner Früchte für den Menschen hatte. Dieser ursprünglich kosmologische, in seiner weiteren Entwicklung aber epistemologische Dualismus, der sich schon seit den Sumerern (noch eher sozialanthropologisch als Stadt versus Natur und die damit zusammenhängenden Weltdeutungen im Gilgamesch-Epos), insbesondere aber in der Antike zum Beispiel als platonisch-aristotelischer Gegensatz zwischen Empirismus und Rationalismus präsentiert, ist eine bis heute in der wissenschaftlichen Diskussion zentrale Form des Dualismus. Er strukturiert die Probleme der Erkenntnistheorie, die Fragen nach dem Bewusstsein, dem Verhältnis von Wissen, Nichtwissen und dem die Kluft dazwischen überbrückenden Glauben, dem Weg der Sinne und der Vernunft zur Erkenntnis zwischen Subjekt und Objekt, Geist und Gehirn dualistisch. Die Aussagen von Theoretikern wie Kant und John Locke zu diesem Thema wurden vor allem im 19. und 20. Jahrhundert jedoch durch den Empirismus und Positivismus weitgehend verdrängt und als Wissenschaftstheorie reformuliert.
Die Übergänge zur Psychologie und ihren Dualismen sind dabei nicht klar abgrenzbar, da sie wiederum vom Subjektivität-Objektivität- und vom Realismus-Idealismus-Dualismus bestimmt werden. Carl Gustav Jung, vor allem aber Sigmund Freud etwa hatten einen solchen psychologischen Dualismus in ihrem teils antagonistischen, teils komplementären Ich-Es-Dualismus konzipiert mit einem Über-Ich als Gegenspieler des Es und Kontrolleur des Ich, wobei bei Freud im Es wiederum zwei Triebarten, Eros und Thanatos, miteinander kämpfen, indes bei Jung das kollektive Unbewusste mit seinem Repräsentanten, dem Archetypus, eher integrativ gedacht und im Mythos konkretisiert ist. Wilber geht sogar so weit, das Unbewusste als den tiefen Abgrund zu bezeichnen, der unser dualistisches Wahrnehmungs- und Denksystem voneinander trennt und effektiv der Dualismus ist, denn ein Dualismus trenne stets eine Ganzheit und projiziere sie dann als die zwei Seiten eines Gegensatzpaares, daher gehöre zu jedem Dualismus auch eine Projektion. Karl R. Popper, wie Lorenz ein Vertreter der evolutionären Erkenntnistheorie, und John C. Eccles diskutieren diesen hier als Geist vs. Gehirn formalisierten Dualismus in „Das Ich und sein Gehirn“ vom Standpunkt des Philosophen und des Neurologen (s. o.).
Eine ebenfalls bedeutsame Variante ist überdies der Dualismus von Vernunft und Instinkt, den Bertrand Russell als Scheingegensatz, ja als Täuschung bezeichnete, da beide im menschlichen Denkprozess eng verknüpft und aufeinander bezogen, also komplementär seien. Ähnliches gilt auch für den Gegensatz von Verstand und Gefühlen, wobei es lediglich bei den Letzteren dualistische Paare wie Liebe und Hass gibt, indes sich zwischen Ratio und Emotio eher ein Verhältnis bestätigter Rekursivität herausbildet, die über die Wahrnehmung gesteuert wird. Und wenn doch ein antagonistischer Konflikt entsteht, dann einer, der auf einem nicht bestätigten, emotional konfigurierten Input der Wahrnehmung und einem bestätigten Konflikt der Vernunft beruht.
Gerhard Roth weist in diesem Zusammenhang darauf hin, dass man hier einen klassischen bzw. radikalen Dualismus, wie ihn etwa Leibniz mit der prästabilierten Harmonie vertrat (Uhrengleichnis), von einem interaktionistischen Dualismus zu unterscheiden hat, wie ihn Popper und Eccles propagieren, dazu gebe es weitere Varianten, je nachdem wie man Geist und Gehirn und ihr Verhältnis zueinander definiere (was von beiden etwa das Primäre sei), ob sie getrennt verstanden werden oder als zwei Aspekte derselben Sache (Zwei-Aspekte-Theorie), wobei man zusätzlich auch einen agnostischen Parallelismus annehmen könne, wenn man einen Zusammenhang zwischen Gehirn und Geist als nicht beweisbar ansehe.
Ein anderes modernes Beispiel ist die Subjekt-Objekt-Spaltung, ein von Karl Jaspers geprägter Ausdruck für einen bestimmten Problemkomplex moderner Epistemologie. Jaspers notiert in diesem Zusammenhang: „Alles Erkennen ist Auslegung“. Dabei schlägt er den Bogen zur Ontologie und Sprachphilosophie, ein in der Epistemologie logisches und mitunter zwangsläufiges Verfahren, wenn er notiert: „Denn alles Sein haben wir nur im Bedeuten. Wenn wir es aussagen, haben wir es in der Bedeutung des Gesprochenen; und erst was in der Sprache getroffen wird, haben wir auf der Ebene der Wissbarkeit ergriffen… Sein und Wissen und Sein, das Seiende und unsere Sprache vom Seienden sind daher ein Geflecht mannigfachen Bedeutens. Alles Sein für uns ist Auslegungssein.“
Von besonderer Bedeutung in der Epistemologie und ihren Dualismen ist auch das sog. Leib-Seele-Problem, das bereits in der Orphik, im Manichäismus und bei den Pythagoreern sowie bei Platon und Aristoteles, in seiner christlich religiösen Variante in der Gnosis, Patristik und Scholastik auftaucht, wo es zusammen mit dem ebenfalls dualistisch ganz ähnlich strukturierten Universalienstreit im Zentrum großer Debatten stand. William Ockham als Vertreter des Nominalismus vertrat dabei etwa die Ansicht, nur das Einzelne, Individuelle sei wirklich, das Allgemeine, dessen Wesen nur Gott zugänglich sei, existiere beim Menschen hingegen nur als Name für den Verstand. In modernem Sinne entspricht dem vor allem ein psychologischer Dualismus.
Die Philosophie des Geistes hat in diesem Zusammenhang den Begriff der Qualia geprägt, worunter der subjektive Erlebnisgehalt mentaler Zustände verstanden wird, der hier extrem dualistisch dem objektiv realen gegenübergestellt wird, um das Wesen des Bewusstseins, vor allem aber seine grundlegende Dichotomie zu erklären, ein Problem, das Douglas Hofstadter in Anlehnung an Kurt Gödel durch das Konzept der „Selbstreferentiellen Schleife“ („Seltsame Schleife“) als nichtdualistisches Bewusstseinsprinzip zu lösen versucht hat.
Einen Schwerpunkt der Epistemologie im angelsächsischen Raum bildet die vor allem sprachphilosophisch-linguistisch und formallogisch orientierte Analytische Philosophie in Abgrenzung zur eher phänomenologisch und kulturphilosophisch traditionell-orientierten sog. Kontinentalphilosophie, beides eher unspezifische Sammelbezeichnungen für Richtungen, wobei vor allem in der analytischen Philosophie auch dualistische Kategorien eine Rolle spielen, z. B. wahr/falsch. Zudem hat sich hier ein Dualismus der Schulen ausgebildet, der teils antagonistische Züge trägt.
Eine bis heute zentrale, allerdings auch ontologisch und anthropologisch relevante Frage der Epistemologie ist außerdem die nach dem dualistische Verhältnis von Wissen und Nichtwissen. Der Glaube als überbrückendes Element dieses antagonistischen Dualismus ist außerdem Gegenstand, ja Grundlage der Religion, vor allem in seinem Verhältnis zur Vernunft.
Ähnliches gilt für das Problem des Willens und der Willensfreiheit als Möglichkeit, sich frei zwischen Alternativen zu entscheiden, wobei der Terminus „frei“ wiederum Teil eines hochvariablen Dualismus von frei/unfrei darstellt. Schopenhauer hat diesen Willen in Die Welt als Wille und Vorstellung regelrecht verabsolutiert. In den Prädestinationslehren verschiedener Religionen, vor allem in bestimmten Strömungen des Islam (Dschabrianer) und des Protestantismus (Calvinismus) wiederum wird er völlig negiert und unter den absoluten Willen eines Gottes gestellt. Buddhismus und Hinduismus binden ihn in die Karma-Lehre ein; der Zoroastrismus war die erste Religion, die dem Menschen einen völlig freien Willen zubilligte. Da die Freiheit des Willens auch darin besteht, zwischen Gut und Böse zu wählen, ergeben sich zudem enge Verbindungen zum ethischen Dualismus, der, sofern er in den religiösen übergeht, zudem eine große Variationsbreite von gut und böse anzubieten hat.

#### Ethischer Dualismus

Beschreibung des CSR-Modells (Corporate-Social-Responsibility) nach Carroll und Schwartz. Es zeigt die unvermeidlichen Überlappungen ethischen Verhaltens und seiner Aspekte.

Der Dualismus in der Ethik ist geprägt von den ihm innewohnenden Konflikten. Gut und Böse sind hier das zentrale Begriffspaar, auch die falsche und richtige Handlung spielt eine entsprechende Rolle, vor allem im Zusammenhang mit der praktischen Moral und den sog. Tugenden, wie sie etwa Aristoteles in seiner Mesotes-Lehre als Mitte zwischen zwei polaren Extremen definierte, letztlich aber auch in der Formalisierung und Kodifizierung durch Normen, also Gesetze, die zunächst Gewohnheitsrecht aufzeichneten, das dann zum Herrschaftsrecht wurde und dabei nach und nach einen im Sinne der Machterhaltung nützlichen religiösen und ethischen Impetus erhielt. Insgesamt ist besonders die praktische Ethik durch eine ganze Reihe von Interessenfaktoren gekennzeichnet, wie sie auch für politisches und ökonomisches Verhalten typisch sind und die je eigene Dualismen ausbilden, die auf eine kaum noch überschaubare Weise wechselwirken und sich überlagern können (s. Abbildung).
Bei Descartes findet sich wiederum nach dem relativ starken aristotelisch-thomistischen Mittelalter die antike dualistische Darstellung der Polarität von Materie und Geist, Leib und Seele in die Welt zurück, wobei die Seele bis zu einem gewissen Grad durch den Verstand ersetzt wurde. Dieser neue Dualismus war somit weniger ethischer als epistemologischer Natur.
Ethische Dualismen haben die Menschheitsgeschichte massiv geprägt, sind instrumentalisiert worden, sind in Politik und Gesellschaft bis heute akut und werden intensiv diskutiert. Thomas Zoglauer hat die wichtigsten von ihnen dargestellt.
Derartige ethische Konflikte sind z. B.
- im gesellschaftlichen Umfeld:  Tierversuche, Tierrechte, Gentechnologie, Gerechter Krieg, Widerstandsrecht, rechtfertigende Folter, finaler Rettungsschuss, Abschuss von Terrorflugzeugen, Staatsnotstand, Umweltschutz vs. wirtschaftliche Interessen, individuelle Moral und politische Funktion (z. B. Fall z. G.) usw.;
- im individuellen Umfeld:  Schwangerschaftsabbruch, Präimplantationsdiagnostik (PID), Stammzellenforschung, Sterbehilfe, Lebensrecht von Embryonen, Lebensrecht des Einzelnen vs. Gruppeninteressen usw.
- Als zugrundeliegende Muster und Mechanismen nennt er: Güterabwägung, Nothilfe und Notstand, Gefahrenabwehr, Dammbruchgefahr, Prinzip der Doppelwirkung, Recht und Moral, Menschenrechte, Recht des Individuums vs. Recht der Gesellschaft, Humanitäre Intervention.
- Ausgleichs- und Lösungsmöglichkeiten außerhalb doktrinärer, ideologischer oder religiöser Systeme mit ihren festliegenden Verhaltensnormen können sein: Moralischer Intuitionismus, Verhältnismäßigkeit, Überlegungsgleichgewicht, Kohärenz und Minimalmoral.

Der Islamismus wiederum hat hier ganz eigene, von den westlichen Prinzipien völlig abweichende, politisch aggressiv instrumentalisierte Kategorien aufgestellt, die strikt religiös bestimmt und oft mit den meist säkularen westlichen inkompatibel sind. Ähnliches gilt auch für den Fundamentalismus in anderen Religionen.
Eine andere, allerdings keineswegs neue Form des komplementären ethischen Dualismus hat Max Weber in seinem Vortrag von 1919 zum Thema „Politik als Beruf“ analysiert, den Gegensatz von Verantwortungsethik und Gesinnungsethik, also einer Ethik, die vor allem die Folgen des Handelns beachtet und in diesem Sinne auch unethisch handeln kann, und einer Ethik, die nur auf die Gesinnung, ideologisch, religiös usw. achtet und sich um die Folgen des Handelns nicht schert. Beide seien aber keine absoluten Gegensätze, „sondern Ergänzungen, die zusammen erst den echten Menschen ausmachen, den, der den »Beruf zur Politik« haben kann“.

#### Religiöser Dualismus

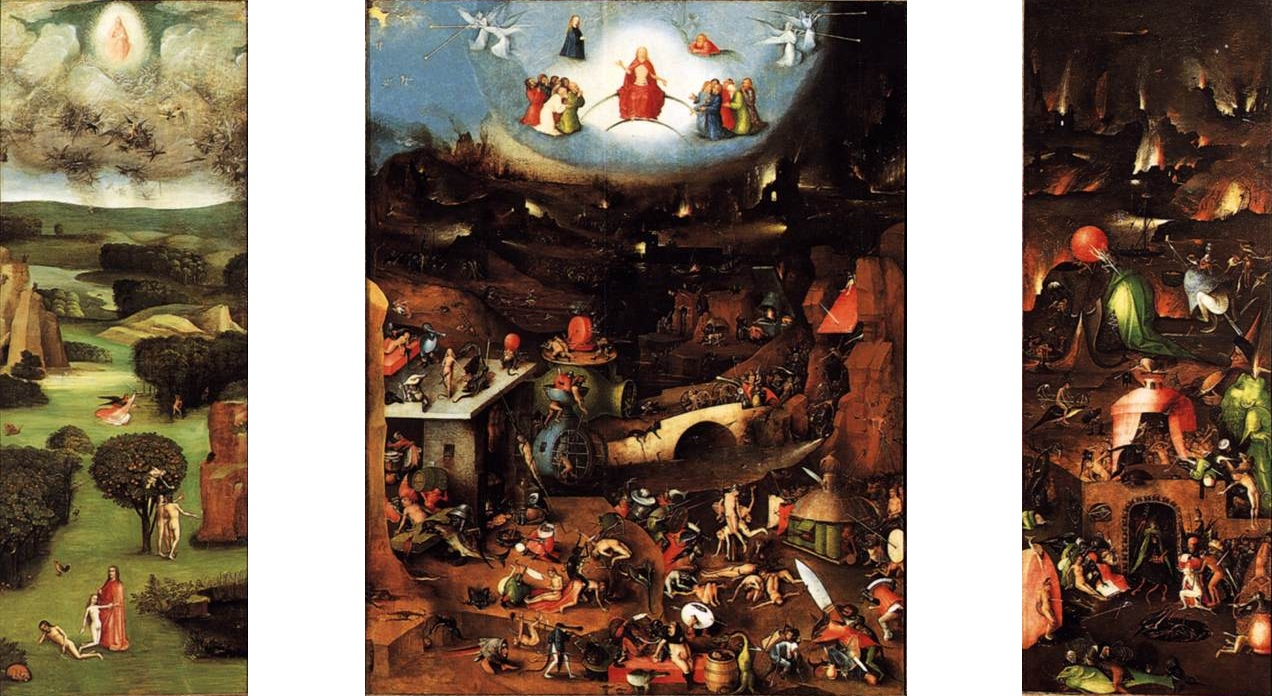
Der bekannteste religiöse Dualismus nicht nur im Christentum ist der von Paradies und Hölle, hier ein Flügelaltar von Hieronymus Bosch: Das Letzte Gericht mit Himmel (links), Gericht (Mitte) und Hölle (rechts). Um 1482.

Der religiöse Dualismus ist eng verbunden mit dem epistemologischen, vor allem aber mit dem ethischen Dualismus als in diesem Sinne weltanschaulicher Spezialfall, insbesondere im Zusammenhang mit der Theodizee-Problematik (z. B. Schellings interner Dualismus Gottes als Lösungsversuch) und den Dualismusformen der Religionsanthropologie (z. B. heilig vs. profan) und der Religionsgeschichte (Manichäismus, Gnosis etc.), wo er vor allem als Licht-Finsternis-Gegensatz und in Eschatologie und den Formen des Totengerichts mit den Konzepten von Himmel und Hölle zum Ausdruck kommt und damit einen theologisch teils recht unterschiedlich bestimmten Gut-Böse-Dualismus enthält.
Entwicklung, Formen und Phänomene: Aufgrund von (spekulativen) Vergleichen mit rezenten animistischen- oder schamanischen Primärreligionen wird angenommen, dass kosmologisch dualistische Vorstellungen von der Welt bereits in den frühesten nachweisbaren Formen von religiösem Denken bestanden; allerdings nicht antagonistisch – wie dies bei jüngeren Religionen der Fall ist –, sondern oftmals im Rahmen eines dreistufigen kosmischen Modells polar: Die Welt der Ahnen hatte mit dem Diesseits Verbindung und tauschte sich mit ihm aus.
Im Neolithikum setzte sich mit der Sesshaftwerdung und der Entstehung der Götter dieser religiöse und kosmologische Dualismus fort mit den daseinsbestimmenden Phänomenen von Werden und Vergehen, die nun aber naturgemäß immer mehr chthonischen Charakter annahmen und eine Unterwelt entstehen ließen, die in den dann immer stärker geschichteten Gesellschaften der frühen Hochkulturen schließlich Strafcharakter annahm oder doch zumindest im Rahmen des Leben-Tod-Antagonismus wie etwa in Mesopotamien und dem Judentum eine völlig abgetrennte Sphäre darstellte, die zwar nicht antagonistisch war, aber auch nicht polar, sondern neutral und völlig hoffnungslos, ein psychologisch instabiler Zustand, der bald durch Heilserwartungen abgelöst wurde, wie sie dann vor allem für das Christentum und den Islam, aber auch für das späte Judentum typisch wurden.
Ausgehend vom Zoroastrismus und Manichäismus spielte in der christlichen Theologie (und später in der islamischen) der Antagonismus Tugend – Strafe dann eine wichtige Rolle, ein Antagonismus, der von Augustinus und später Martin Luther mit der Rechtfertigungslehre durch das Konzept der Gnade wiederum polar auszugleichen versucht wurde. Im Parsismus findet sich ein doppelter Dualismus: Geist und Materie wie Gut und Böse stehen zueinander im Gegensatz. Die indische Philosophie, die ja stets eine religiöse Fundierung hat, unterscheidet in der Samkhya-Philosophie Materie (Prakriti) und Geist (Purusha). Die biblischen Antithesen von Gott und Welt, Fleisch und Geist, Reinheit und Sünde haben dagegen nur einen scheinbar dualistischen Charakter, da sie durch Gott im AT und Jesus Christus im NT aufgehoben werden. Im spätantiken Christentum (vor allem Gnosis, Marcion, Manichäer) wurde daraus teilweise wieder ein originär antithetischer Dualismus mit der Vorstellung von einer grundsätzlich verderbten Welt, die von einem Schöpfer- und Erlösergott vernichtet werden muss und nicht von ihm geschaffen wurde, sondern von einem Demiurgen. Solche von der Kirche heftig bekämpften Bewegungen finden sich bis tief ins Mittelalter etwa bei den Katharern und Bogomilen sowie teilweise im Mönchstum. Im Islam wiederum wird der Gut-Böse-Dualismus dadurch aufgelöst, dass das Böse als Prüfung Allahs dargestellt ist.
In der Moderne spielen religiöse Gut-Böse-Dualismen in Gestalt eines Himmel-Hölle-Dualismus auch theologisch kaum noch eine Rolle und werden weitgehend symbolisch verstanden, aber nicht mehr als konkrete Orte wie etwa in Dante Alighieris Göttlicher Komödie mit ihrer hochscholastischen Verortung solch metaphysischer Institutionen oder auch noch im Ablasshandel, der Martin Luther mit zu seinem Widerstand trieb. Für die moderne Haltung am besten hat das wohl Jean-Paul Sartre in seinem existentialistischen Drama Huis clos formuliert, das mit dem allerdings anthropologisch-dualistischen Satz endet: „Die Hölle, das sind die Anderen“, ein Standpunkt, der angesichts der im 21. Jahrhundert sich fortsetzenden Apokalyptik des 20. Jahrhunderts mit zwei Weltkriegen, Auschwitz, Gulags, Völkermorden, Terrorismus etc. durchaus theologische Qualitäten hat und etwa in der katholischen Kirche zu dem auch politischen Dualismus Amtskirche vs. Theologie der Befreiung geführt hat. Mit dem Engelwerk entstand im 20. Jahrhundert eine dualistische Bewegung innerhalb der römisch-katholischen Kirche.

#### Sprachlicher Dualismus

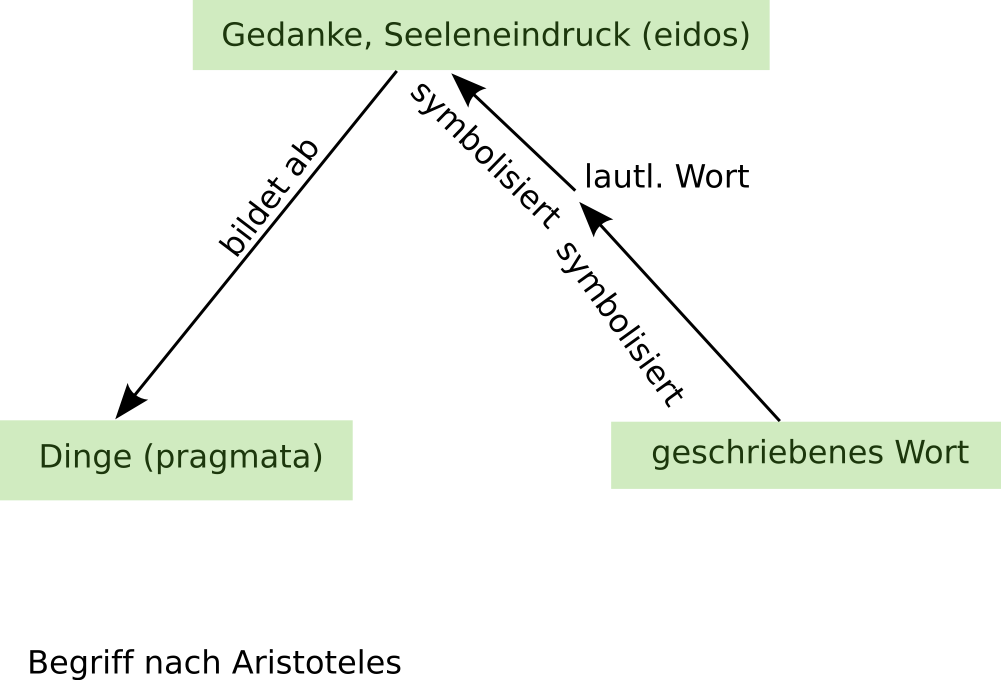
Begriffsbildung nach Aristoteles. Der inhärente epistemologische Dualismus ist deutlich.

Problematik: In der Sprache und ihrer funktionellen wie phänomenologischen Deutung überkreuzen sich vor allem sprachphilosophische und philologisch-linguistische Interpretationsmethoden. Die Deutungsansätze sind zudem vielfältig und reichen von erkenntnistheoretischen, ontologischen, politisch-sozialen, ethischen und ästhetischen Überlegungen bis hin zu theologischen und evolutionsbiologischen Erklärungen. Man hat daher einen ähnlich komplexen Sachverhalt zu betrachten, wie er weiter unten im Zusammenhang mit dem politischen und kulturphilosophischen Dualismusaspekt auftritt. Sprache stellt zudem aufgrund ihres kommunikativen Charakters einen Übergang dar zu gesellschaftlich definierten Dualismusphänomenen, besonders auffallend im politischen Instrument der Propaganda mit ihrer antithetisch vereinfachenden Struktur, die, wie zum Beispiel Victor Klemperer feststellte, zu einer radikalen sprachlichen Verarmung in der NS-Sprache führte, indem sie im Rahmen eines strikt manichäischen Weltbildes die eine Seite positiv verabsolutierte, die andere verteufelte (Volksgenosse – Volksfeind, Herrenrasse – Untermensch usw.)
Grammatik und Linguistik: Der vor allem in den alten indoeuropäischen Sprachen starke Dualismus (männlich vs. weiblich, Singular vs. Plural, mein/dein etc.) wird vielfach als Repräsentanz eines kognitiven Dualismus angesehen. Als Begriff der Philologie und Linguistik reflektiert er möglicherweise bestimmte geistige Konzepte und gehört damit zum Teil dem epistemologischen Dualismus an. Dieses dualistische Formprinzip ist allerdings keineswegs in allen Sprachfamilien gängig, die Klassensprachen etwa haben andere Ordnungssysteme. Inwieweit sich in derartigen Dualismen aber tatsächlich eine Entsprechung des Logisch-Metaphysischen und des Grammatischen ausdrückt, ein Ansatz, der lange das Fundament der Sprachphilosophie bildete (bis Noam Chomskys Generativer Grammatik) und inwieweit daraus spezifische Bewusstseinszustände abgeleitet werden können, ist umstritten, zumal regionale Einflüsse auf die Sprache unterschiedlich gewichtet werden ebenso wie der tiefenstrukturelle Einfluss von Sinnesdaten, die Sprachkompetenz produzieren oder der Einfluss ethologischer und psychologischer Faktoren.
Ein besonderes dualistisches Phänomen vor allem in der Grammatik älterer indoeuropäischer Sprachen ist der Dual, der die Zweiheit zwischen Singular und Plural bezeichnet (besonders im Sanskrit, Altgriechischen, Altkirchenslawischen, den altgermanischen Dialekten wie dem Altenglischen und Gotischen), und zwar sowohl die natürlich paarweise auftretenden Dinge wie auch sekundär paarweise angeordnete Objekte oder Personen. Erhalten ist der Dual vor allem bei den Pronomen im Sorbischen, Baltischen und Slowenischen sowie im Isländischen. Reste im Deutschen sind Begriffe wie Eltern, Gatten, wir beide, wir zwei. Die Formen des Personal- und Possessivpronomens haben in den meisten indoeuropäischen Sprachen ebenfalls Dualforme erhalten (ich/du, wir/ihr, mein/dein usw.). Außerhalb der indoeuropäischen Sprachfamilie findet sich der Dual noch in der semitischen Sprachfamilie im Amharischen und isoliert in der finno-ugrischen Sprachfamilie sowie auf der melanesischen Insel Anatom, wo sogar ein „Trial“ existiert.
Auch andere formale Kriterien der Sprache sind offenbar zumindest in Teilen dualistisch konzipiert: Aktiv und Passiv, Singular und Plural (als unbenannte Mehrzahl), die Zeiten mit Gegenwart – Vergangenheit auf der einen Seite und Gegenwart – Zukunft auf der anderen, Indikativ und Konjunktiv, in der Syntax Subjekt und Prädikat, Haupt- und Nebensatz, in der Wortbildung Stamm und Endung (Morphem), Reduplikation, in der Semantik, Form und Bedeutung usw.

### Auf Gesellschaften bezogene Dualismen

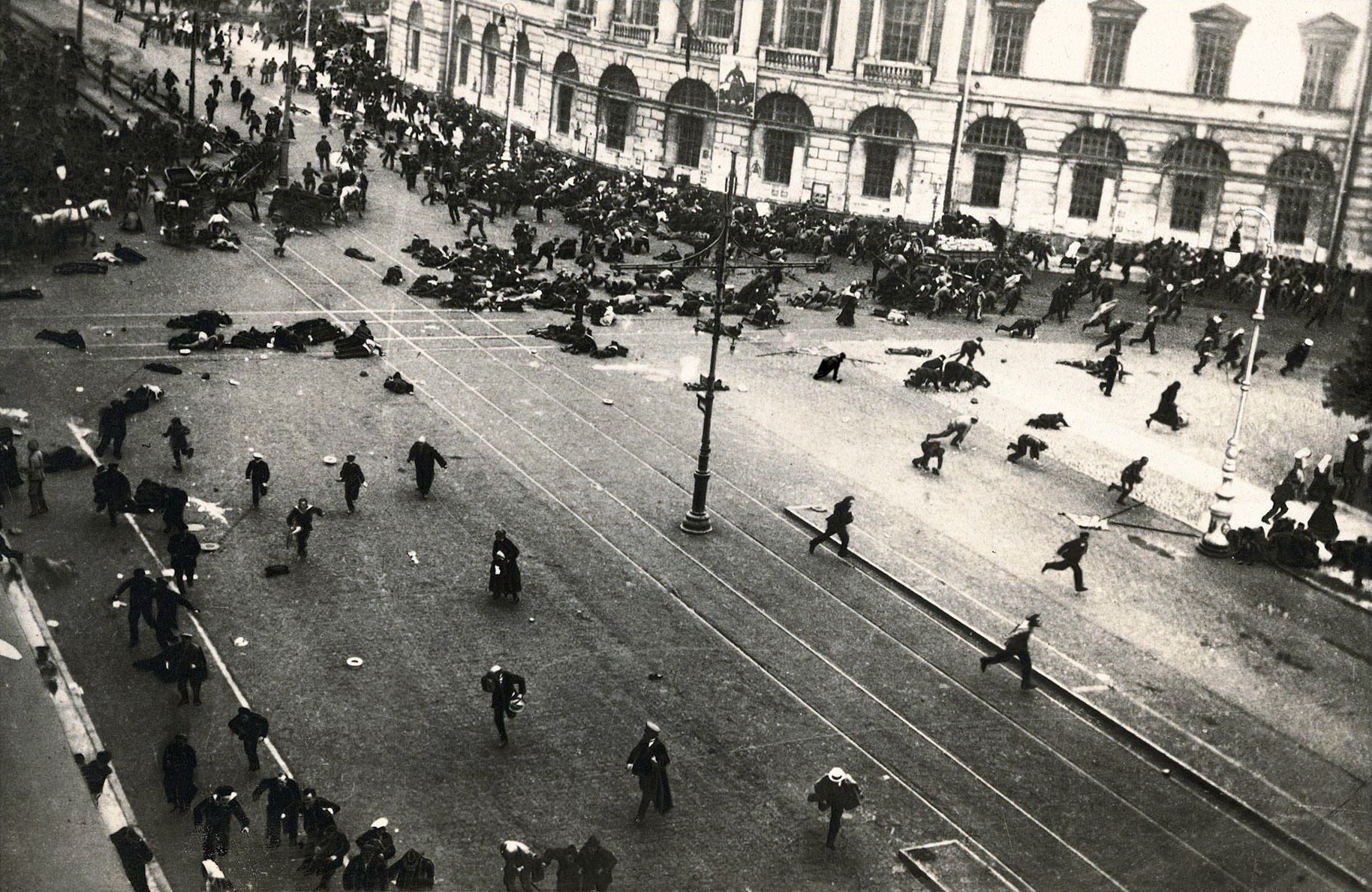
Die extremste Form des gesellschaftlich innerstaatlichen Dualismus ist die Revolution, hier die Phase vor der Russischen Oktoberrevolution. Die Szene zeigt eine Straßendemonstration auf dem Nevsky Prospekt in Petrograd am 4. Juli 1917, gerade nachdem die Truppen des Provinzgouverneurs mit MGs das Feuer auf die Demonstranten eröffnet hatten.

Diese Form des Dualismus interferiert naturgemäß stark mit pluralistischen Phänomenen und kann polare wie antagonistische Formen enthalten, oder antagonistische Systeme können sich in polare umwandeln und umgekehrt. Da Gesellschaften abhängig von ihrer Größe gewöhnlich heterogen strukturiert sind und zudem automatisch einen Dualismus Individuum – Gesellschaft enthalten, der in diesem Zusammenhang ein Sonderproblem der Staats- und Rechtsphilosophie darstellt (z. B. im Widerstandsrecht), greift hier der Dualismusbegriff vor allem bei größeren Strukturen wie etwa Klassen, Ständen, Berufsgruppen, ökonomischen und religiösen Gruppen usw., häufig auch im Sinne eines Antagonismus, wie ihn etwa Karl Marx in seiner Gesellschaftstheorie postulierte. Ist ein polarer Dualismus wirksam, spricht man bei dessen internem Ausgleich von Reformen, bei antagonistischen von Revolution, wenn er sich innerhalb einer Gesellschaft konfrontativ entlädt. Geschieht dies zwischen Gesellschaften, spricht man von Krieg, wobei die Rechtfertigung solcher Kriege etwa als Gerechter Krieg ein eigenes und hochrelativistisches Problem darstellt. Soziale Gruppen und sozialer Wandel bei sozialer Ungleichheit spielen dabei innergesellschaftlich dualistisch eine zentrale Rolle, zwischen Gesellschaften sind es gewöhnlich nationale, ökonomisch-politische, ethnische, religiöse und andere Interessen (s. Politischer Dualismus). Max Weber verwendet in Wirtschaft und Gesellschaft den Dualismusbegriff allerdings nur einmal, und zwar als religiösen Dualismus im Zusammenhang seiner Religionssoziologie.
Insgesamt bilden staatsphilosophischer, sozioökonomischer und politischer Dualismus ein korrespondierendes System von dualistisch wirksamen Kräften, die in ihrem Antagonismus bis hin zur militärischen und/oder terroristischen Konfrontation reichen können und sich voneinander, auch abhängig von der Perspektive des Betrachters, vor allem durch die jeweils dominierende Hauptkomponente unterscheiden, also staatlich-systemisch, gesellschaftlich-ökonomisch oder durch politisches Handeln, so dass die Übergänge zwischen den einzelnen Bereichen relativ fließend sind. Ihre jeweiligen Antriebskräfte sind denn auch vielleicht mit der Ausnahme der philosophischen Staatstheorie und ihren Dualismen, weniger theoretisch-philosophisch bestimmt, vielmehr folgen sie trotz oft vorgeschobener philosophischer Begründungen teils sehr alten anthropologischen Verhaltensmustern, wie sie Ethologie und Soziobiologie beschreiben.

#### Dualismus in der Staatsphilosophie

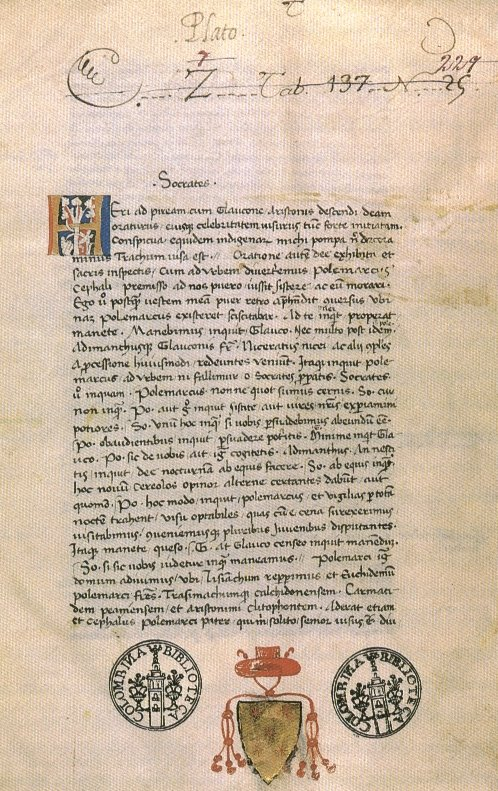
Mittelalterliches Manuskript von Platons „Der Staat“, dem antiken Grundlagenwerk der Staatsphilosophie, das seine Bedeutung bis in die Moderne behalten hat, etwa im Sozialismus und seiner Funktionärshierarchie, Latein, 1401

Die zentralen Begriffspaare sind hier Mensch und Gesellschaft, Staat und Volk, Individuum und Staatsgewalt, Macht/Gewalt und Freiheit, Recht und Unrecht. Dazu können weitere spezifische Dualismen kommen, die spezielle politische Qualitäten haben, im Nationalsozialismus und vorwiegend historisch in Südafrika und den USA z. B. der Rassendualismus, der Religionsdualismus in islamischen Ländern (Sunniten vs. Schiiten, Muslime vs. Hindus, Muslime vs. Christen oder Anhänger von ethnischen Religionen), historische Religionsdualismen wie Katholiken vs. Protestanten, bis heute in Iberoamerika der Dualismus zwischen den Abkömmlingen der Kolonisatoren und den Indios sowie den Nachfahren der afrikanischen Sklaven usw.
Bereits in den antiken Grundlagenwerken der Staatsphilosophie, Platons Politeia und der Politik des Aristoteles, finden sich starke dualistische Elemente. In der christlichen Spätantike (Patristik) und im Mittelalter war der staatsphilosophische Dualismus gewöhnlich religiös ausgeprägt, so bei Augustinus oder in der Scholastik. Niccolò Machiavelli hat ihn dann in Der Fürst (und etwas relativiert in den Discorsi) mit seiner utilitaristischen Ethik des absoluten Machterhaltes auf die Spitze getrieben, die dem Fürsten empfiehlt, je nach Machterhaltsanforderungen gut oder böse zu handeln (25. Kapitel) und ihn so als eine vom Volk völlig geschiedene Figur darstellt. Ebenso haben Utopisten wie Thomas Morus, Francis Bacon und Tommaso Campanella wie bei ihrem Vorbild Platon unter dem Vorzeichen der Erwähltheit eines durch rigorose ethische Prinzipien bestimmten und von besonders weisen Männern („Philosophenkönige“) geführten staatlichen Systems einen staatsphilosophischen Dualismus entworfen, bei dem ein solches Staatswesen zu anderen, „gewöhnlichen“ in einem bevorrechtigten Verhältnis steht.
Die von Charles de Montesquieu theoretisch konzipierte Gewaltenteilung (Vom Geist der Gesetze, 1748) ist ein rein dualistisches Konzept mit drei Komponenten (Legislative, Exekutive, Judikative), das verfassungsrechtlich erstmals in der Unabhängigkeitserklärung der Vereinigten Staaten 1776 als Checks and Balances auftaucht und seither als Grundlage demokratisch verfasster Staaten gilt. Der Marxismus wiederum hat den Dualismus auf den Klassenantagonismen zurückgeführt.
Zentral war dabei meist das Verhältnis von Gerechtigkeit und Macht, Freiheit des Einzelnen und Ansprüche der Gemeinschaft, wobei letztere etwa im Kommunismus (Arbeiter und Bauern, Werktätige), vor allem aber im Nationalsozialismus ihren Ausdruck im Begriff der Volksgemeinschaft fand, die hier einen rassistischen Charakter hatte, im Kommunismus einen klassenspezifischen. Hannah Arendt hat die so entstehende totale Herrschaft vor allem auch an diesem Beispiel und im Zusammenhang mit dem Antisemitismus untersucht, der ja wiederum selbst ein dualistisches Phänomen im Zusammenhang mit dem Rassismus ist und als Herrenmensch-Untermensch-Dualismus bei den Nazis eine anthropologische Primitivversion von Friedrich Nietzsches Übermenschen-Konzept darstellt.

#### Dualismus im Recht
Die Gegensatzpaare sind hier ungefähr dieselben wie in der Staatsphilosophie, deren normativer Ausdruck das Recht ist, zumal Normen ohnehin bevorzugt in dualistischer Form auftreten, insbesondere Rechtsnormen. Der Gerechtigkeitsbegriff erhält hier jedoch eine besondere, auch politisch dualistisch zu wertende Bedeutung. Schon der Mesotes-Begriff bei Aristoteles weist in diese Richtung.
Dualistische Systeme finden sich in diesem Zusammenhang vor allem, wenn auch in historisch unterschiedlicher Ausprägung und in verschiedenen Konzepten wie Naturrecht, Widerstandsrecht, Verfassungsrecht, Strafrecht, Zivilrecht, Völkerrecht usw., in der Rechtsphilosophie und insbesondere im Recht selbst, das in seiner kodifizierten Gestalt, sei sie nun apodiktisch („du sollst nicht …“ wie im Dekalog) oder konditional („wenn … dann“, wie in der modernen Gesetzgebung), gewöhnlich als Reduktionsform des ethischen Dualismus auftritt, die durch gesellschaftliche und personale Machtinteressen bestimmt wird, wobei etwa der radikale Empirist David Hume den Unterschied zwischen Recht und Unrecht ganz aufhob und ihn nicht der Vernunft, sondern dem Gefühl zuordnete. Auch der Antagonismus von subjektivem und objektivem Recht stellt einen Dualismus dar, der hier allerdings polar strukturiert ist.
Hans Kelsen in seiner Auseinandersetzung mit dem Gerechtigkeitsbegriff stellt sogar fest, dass seit den ältesten Zeiten sich die Gerechtigkeitstheorien auf zwei Grundtypen reduzieren lassen: „einen metaphysisch-religiösen und einen rationalistischen oder, richtiger gesagt, einen pseudo-rationalistischen.“ Und er führt im Folgenden aus, dass diese beiden Grundtypen sich im Laufe der Geschichte immer wieder antagonistisch-dualistisch gegen überstanden, wobei beide absolute Pole letztlich gescheitert seien, so dass man sich real wohl mit einer relativen Gerechtigkeit begnügen müsse, die bestimmte Kriterien wie Toleranz, Frieden und Demokratie enthalten müsse. Ganz ähnlich verfährt John Rawls in seinem Werk Eine Theorie der Gerechtigkeit, in dem er die Fairness und das Differenzprinzip zur Grundlage erklärt und so einen Standpunkt des Liberalismus einnimmt in dem offensichtlichen Versuch, die dem Gerechtigkeitsbegriff inhärente utilitaristische Dualität zwischen Freiheit und Macht, Interessen des Einzelnen und Interessen der Gemeinschaft aufzulösen, ein Standpunkt, der wiederum vom Kommunitarismus stark kritisiert wurde, der die von Rawls betonte individuelle Freiheit durch gemeinschaftliche Strukturen und ihren Normen ersetzte, wie sie schon Aristoteles in seiner Tugendethik gefordert hatte. Damit bricht auch hier der alte Dualismus zwischen Gemeinschaft und Individuum am Gerechtigkeitsproblem neu auf und geht in einen politischen und ethischen Dualismus über.

#### Kulturphilosophischer Dualismus

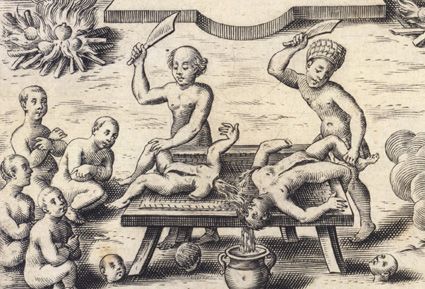
Kulturhistorischer Dualismus: Indios als Kannibalen. Darstellung „primitiver“ Eingeborener aus dem Jahre 1621, quasi als Gegenbild zur eigenen „kulturellen Höhe“. Damals hatte in Europa der Dreißigjährige Krieg mit seinen Gräueln eben begonnen.

Kulturphilosophie ist eine relativ späte Erscheinung in der Philosophie und hängt eng mit der Entwicklung des Kulturbegriffes zusammen. Als materielle und philosophische Anthropologie ist die Kulturphilosophie die Wissenschaft von der menschlichen Lebens- und Kulturwelt, sie ist dabei auch Kulturkritik und deshalb durch die kritische Distanz des Betrachters im Rahmen eines dialektischen Systems erkenntnistheoretisch schon dualistisch vorkonfiguriert, denn sie stellt in diesem Sinne eine teils konservative, teils progressive Überschreitung des jeweils entwickelten historischen Standes moderner Gesellschaften dar und ist nicht selten kulturpessimistisch gefärbt, vor allem wenn sie im Zusammenhang mit Kulturzyklentheorien auftritt.
In der Moderne hat neben Arnold J. Toynbee und Leo Frobenius vor allem Oswald Spengler den kulturphilosophischen Aspekt näher untersucht. Bei der Betrachtung unterschiedlicher Kulturen in ihrem Verhältnis zu Geist und Seele schreibt er diesem in manchen Kulturen geradezu magische Qualitäten zu und stellt es neben die ebenfalls dualistisch konzipierte apollinisch-dionysische und faustische Seele, wobei er sogar von einem „Urdualismus“ ausgeht. Eine moderne Interpretation im antagonistischen Sinne bietet Samuel P. Huntington, der schreibt: „Die gefährlichsten Konflikte … sind jene an den Bruchlinien der Kulturen“.
Insgesamt finden sich in solchen kulturphilosophischen Betrachtungsweisen schon starke Elemente eines anthropologischen und gesellschaftlichen Dualismus, die im späten 18., 19. und frühen 20. Jahrhundert vor allem zur Zeit des Kolonialismus zudem von einem westlichen Überlegenheitsgefühl gegenüber den sog. primitiven Völkern (so sogar noch der marxistische Ethnologe S. A. Tokarew) geprägt waren und bis heute teilweise sind (sog. Dritte Welt). Gefördert wurde diese Haltung durch die relative Verschwommenheit und auch sprachliche Divergenz des Kulturbegriffes, denn Kultur wird im Englischen und Französischen mit „civilization“ übersetzt, während „culture“ nur regionale Kulturen bezeichnet, nicht jedoch den Oberbegriff. Die Trennung von Kultur und der als minderwertig angesehenen Zivilisation ist eine deutsche Spracheigentümlichkeit. Kultur wurde denn auch noch bei Samuel Pufendorf zur Abgrenzung des zivilisatorischen Zustandes (status culturalis) von einem rohen Naturzustand (status naturalis) eingesetzt und war damit per se Bestandteil eines wertenden Dualismus, wurde also in diesem primär dualistischen Sinne vor allem als Kontrast zur als roh und simpel gedachten Natur verstanden. Herder und Nietzsche benutzten den Kulturbegriff dann bereits differenzierter und im Zusammenhang mit spezifischen Kulturformen.
Die Ethnologie brachte hier mit ihren neuen Einsichten in die oft komplexen Mechanismen sog. Eingeborenenkulturen eine Wende und sah Kultur nicht mehr in erster Linie dualistisch, sondern jeweils als Komplex eigengesetzlicher Phänomene (so vor allem Spengler und die Kulturkreistheorie), die vor allem auch im Dualismus mit der umgebenden Natur, gesellschaftlichen Einflüssen, politisch-religiösen Bedürfnissen etc. in ihren spezifischen Ausformungen zu erklären waren und nicht mehr als positiver Kontrast zu ihr oder als negatives Gegenbild zur westlichen Zivilisation, obwohl gerade Eingeborenenkulturen häufig starke dualistische Phänomene wie etwa die Moiety aufweisen, die sich an der oppositionellen Dualität der Umwelt und dem daraus entstandenen dualistischen Weltbild solcher Völker orientieren. Entsprechend begann sich auch eine eigene Kulturphilosophie als Zweig der Geschichtsphilosophie in diesem Sinne auszubilden.

#### Sozioökonomische Dualismen

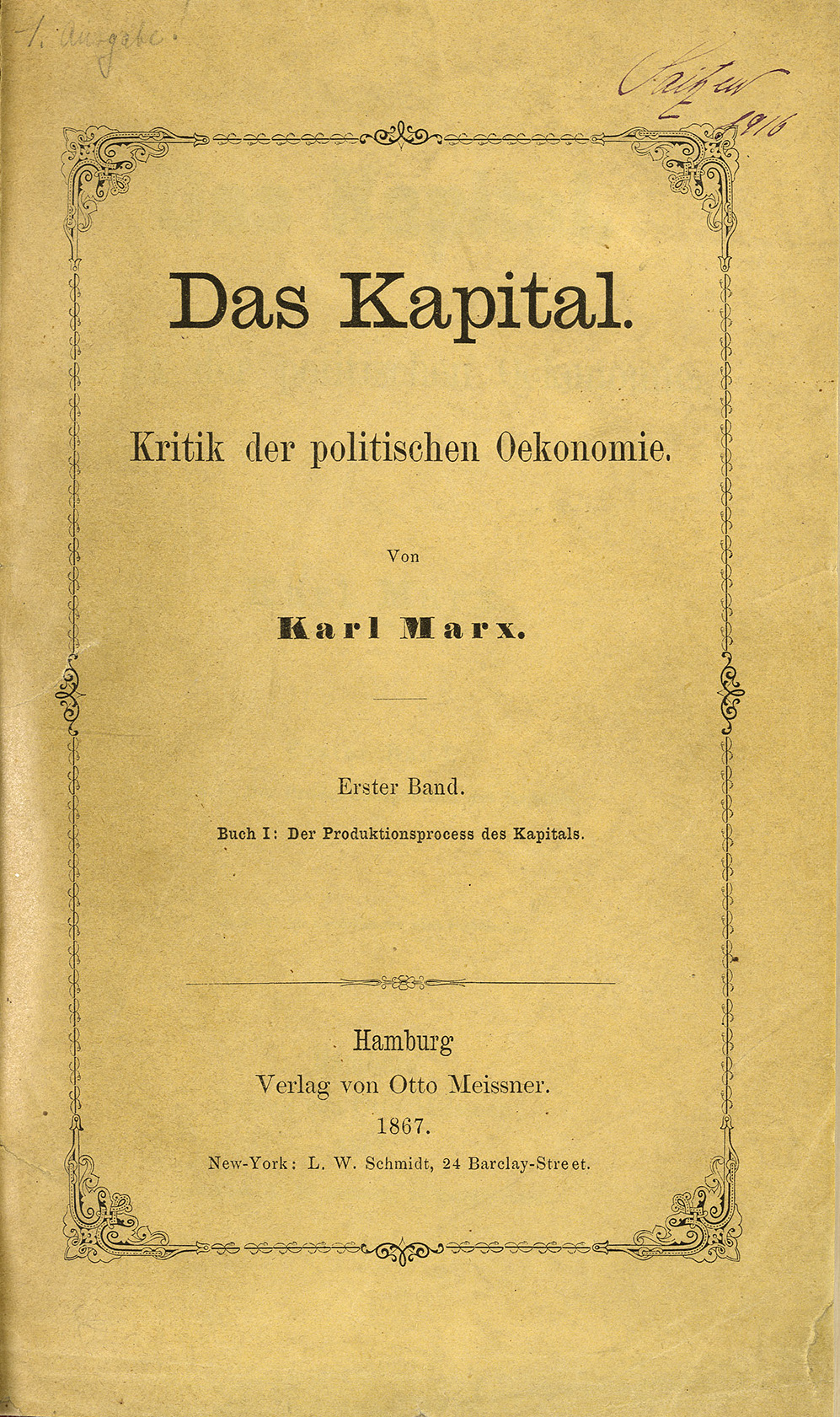
Karl Marx: Das Kapital, Kritik der politischen Ökonomie, 1. Band Innentitel der Erstausgabe von 1867

Der bekannteste Dualismus des rein ökonomischen Bereiches ist der von Soll und Haben. Andere diesem Typus zuzuordnende Begriffe sind Ausgaben und Einnahmen, Verlust und Gewinn oder im eher makroökonomischen Sinne Baisse und Hausse, Rezession und Hochkonjunktur, Inflation und Deflation usw. Schon die Vielzahl dieser dualistisch geprägten ökonomischen Begriffspaare zeigt, dass hier enge Verbindungen zu gesellschaftlichen Bedingungen bestehen müssen, da sie nur auf der Grundlage sozioökonomischer Verhältnisse funktionieren können. Das betrifft ausgehend vom dualistischen Zusammenhang der Lebenswelt mit der Arbeitswelt auch davon ableitbare Dualismen, wie Arbeitszeit und Freizeit, Arbeitgeber und Arbeitnehmer, Produzent und Konsument etc.
Als Grundlagenwerk dieses Dualismustyps kann denn auch Das Kapital von Karl Marx gelten. In seinem Hauptwerk beschreibt Marx den bereits seinen frühesten Studien zugrunde gelegten Dualismus von Lohnarbeit und Kapital. Zwischen ihren gesellschaftlichen Trägern, dem Proletariat und der Bourgeoisie besteht Marx’ Theorie zufolge ein unauflösbarer Interessengegensatz – Marx spricht von einem „unvermeidlichen Antagonismus zwischen dem Ausbeuter und dem Rohmaterial seiner Ausbeutung“. Den Satz, dass der Klassenkampf überhaupt das treibende Moment der Geschichte aller bisherigen Gesellschaft sei, stellten Marx und Engels an den Anfang des Manifests der kommunistischen Partei.
In den sich auf die Marxsche Theorie berufenden sozialistischen Ideologien des Leninismus, Stalinismus und Maoismus spielte der Rückgriff auf gesellschaftliche Dualismen eine entscheidende Rolle. Anstatt den von Marx in seiner Kritik der politischen Ökonomie entwickelten Klassenantagonismus in seiner Komplexität auseinanderzusetzen, wurden in den staatssozialistischen Systemen zwecks Agitation und Propaganda neue Dualismen tradiert, wie etwa jener zwischen der Partei und dem Klassenfeind, zwischen der „sozialistischen Sowjetmacht“ und den „imperialistischen Mächten“.
Sozioökonomische Dualismen hängen im Allgemeinen eng mit den staatsphilosophischen und soziologischen Faktoren zusammen, werden hier aber von ökonomischen oder wie bei Max Weber in „Die protestantische Ethik und der Geist des Kapitalismus“ oder in der Befreiungstheologie sogar von religiösen Faktoren bestimmt und münden mitunter nicht nur in sozialistische Ideologien, wo sie sich häufig als politische Antagonismen äußern (z. B. Marxismus-Leninismus mit seinem Dualismus der Klassen), sondern sie spielen auch in der modernen Entwicklungspolitik eine Rolle sowie in der Globalisierung, wo sie einen extremen finanzökonomischen Dualismus ausbilden, der vor allem sog. entwickelte Industrieländer mit hohem Finanzpotential von eher agrarisch und durch Bodenschätze bestimmten Entwicklungsländern trennt (sog. Lewis-Modell). Kritisch dazu hat sich unter anderem Jean Ziegler geäußert, der in diesem Zusammenhang von einem „unerträglichen Widerspruch zwischen Demografie und Macht“ spricht. Dualistische Systeme gibt es entsprechend auch in Unternehmen und im Völkerrecht. Die internationale Finanzkrise hat ab 2007 diesen Dualismus zwischen Kapitalmarktspekulationen auf der einen und sozialen Gesellschaftsbedingungen auf der anderen Seite noch dramatisch verschärft, und zwar selbst innerhalb der Europäischen Union (sog. PIIGS-Staaten).

#### Politischer und historischer Dualismus: Interessen und Konflikte
In diesem zentralen Bereich bündeln sich anthropologische, psychologische, epistemologische, ethische, religiöse, sozioökonomische, ja sogar kulturphilosophische und, wenn Weltanschauungen beteiligt sind, auch metaphysische Dualismen zu einem Großkomplex, der allgemein Politik genannt wird, als „Handeln innerhalb einer Gemeinschaft mit dem Ziel einer bestimmten Willensbildung oder der Änderung oder Bestätigung einer bestimmten Ordnung“ bezeichnet wird und von entsprechend heterogenen, kaum zu kalkulierenden und/oder steuerenden Wechselwirkungen gekennzeichnet ist, je größer und differenzierter die betroffenen Gesellschaften und ihrer spezifischen Interessen sind, desto weniger. Nach Otfried Höffe liegt dem politischen Dualismus ein anthropologischer zugrunde, wo man auf zwei grundlegende Antriebskräfte in diesem Zusammenhang stößt, die gelegentlich als konkurrierend angesehen werden, sich tatsächlich aber ergänzen: Kooperation und Konflikt. Aus beiden Antriebskräften folgt nach Höffe die „mehrdimensionale Grammatik der Politik, die Gesamtheit von Eigenarten, die sich die verschiedenen Politikbegriffe weithin teilen“ und die Dimensionen der politischen Ordnung und Prozesse, etwa des Rechts, und Personen generieren, dazu das Wechselspiel von Zustimmung und Macht mit ihrem Verhältnis zur Gewalt und deren Disziplinierung durch Rechtfertigungen.
Der Dualismusbegriff spielt somit auch in der praktischen Politik eine große Rolle, wo er gewöhnlich eher außerphilosophisch, nämlich machtpolitisch auftritt und als Konflikt definiert wird, nach dem Heidelberger Institut für Internationale Konfliktforschung ein „Interessengegensatz (sog. Positionsdifferenz) um nationale, ethnische, ökonomische, religiöse etc. Werte von einiger Dauer und Reichweite zwischen mindestens zwei Parteien (organisierten Gruppen, Staaten, Staatengruppen, Staatenorganisationen), die entschlossen sind, diesen zu ihren Gunsten zu entscheiden“. Dabei pflegen sich Verhaltensweisen und Argumente in Interessenkonflikten aber nicht durch „Vernünftigkeit“ auszuzeichnen, wie Hannah Arendt feststellt: „Nichts ist leider mit so hartnäckiger Beständigkeit von der Wirklichkeit widerlegt worden wie das Credo des ‚aufgeklärten Eigeninteresses‘ … Erfahrung mit ein wenig Nachdenken verbunden sagt deutlichst, dass kaum etwas sich so schlecht ‚aufklären‘ lässt wie das Eigeninteresse“. Damit aber wird die Gewalt in der Politik selbstverständlicher Teil dieses Antagonismus', zumal sie seit ehe und je in den Beziehungen der Menschen untereinander eine wichtige Rolle gespielt hat. Bertrand Russell hebt dabei in „Formen der Macht“ die polare Koppelung zwischen hohem Stand der Zivilisation und niederen moralischen Standards hervor, wie sie in der Renaissance zu beobachten war, aber auch bereits in der griechischen Antike, wo dieser Sachverhalt von Thrasymachos schon im ersten Buch von Platos „Staat“ notifiziert wird (I, 338 b–e), wenn dieser dort anmerkt, Gerechtigkeit sei einfach das Interesse des Stärkeren, und Herrschende seien nicht länger moralischen Bedenken unterworfen, ein Standpunkt, den auch Niccolò Machiavelli so ähnlich vertritt.

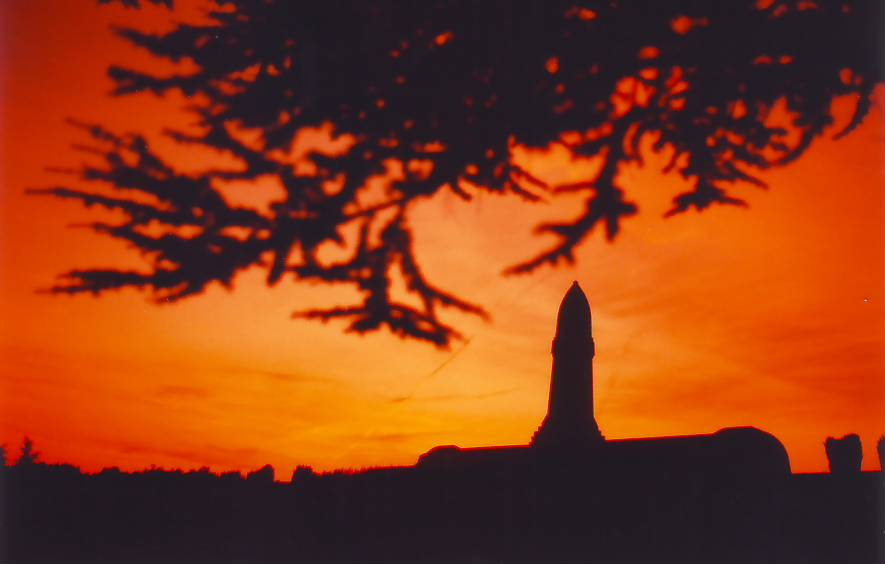
Das Beinhaus von Douaumont bei Verdun, ein Symbol der einstigen deutsch-französischen Erbfeindschaft, ein historisch antagonistischer Dualismus, der das Schicksal Mitteleuropas für mehrere Jahrhunderte prägte

Historisch finden sich derartige Konflikte schon in der Antike häufig und ziehen sich wie ein roter Faden bis heute entlang der geschichtlichen Ereignisse als permanente Dualismen, die offenbar einem grundlegenden historisch-antagonistischen Dualismus folgen, der vor allem die Geschichtsphilosophen der Neuzeit faszinierte und mitunter wie Francis Fukuyama nach dem Untergang der Sowjetunion auf ein Ende der Geschichte hoffen ließ. Im europäischen Mittelalter bestimmten Großkonflikte wie der Investiturstreit und dynastische Konflikte die Struktur ganzer Jahrhunderte. Ähnliche historischen Konflikt-Konstellationen gab es aber auch in der Neuzeit, etwa den deutschen Dualismus im 18. und 19. Jahrhundert, der im Streit um die Vorherrschaft in Deutschland lange das österreichisch-preußische Verhältnis prägte. Andere große historische, teils bis heute andauernde Dualismen des Mittelalters und der frühen Neuzeit waren der zwischen Europa und der arabisch-islamischen Welt (Kreuzzüge), zwischen Katholizismus und Protestantismus nach der Reformation (Dreißigjähriger Krieg), zwischen England und Frankreich während des Hundertjährigen Kriegs und zwischen England und Spanien zur Zeit von Königin Elisabeth I. Außereuropäisch zieht sich etwa der Konflikt zwischen Japan und China über Jahrhunderte und dauert im Grunde bis heute. Auf die steigende Bedeutung solcher Konflikte in der Neuzeit, und zwar vor allem im Zusammenhang mit seiner steigenden technischen Macht und der zunehmenden Belastung der Biosphäre, weist unter anderem Arnold J. Toynbee hin.
Die Geschichtsphilosophie versuchte daraus mitunter allgemeine Gesetzlichkeiten abzuleiten, die teils wie im Marxismus-Kommunismus oder modern bei Samuel P. Huntington auch dualistisch-antagonistischen Mustern folgen. Besonders Hegel und der sich auf ihn beziehende Karl Marx haben dabei eine dialektische Geschichtsphilosophie entworfen, Hegel, indem er annahm, die Geschichte verlaufe in Stufen, wobei jede dieser Stufen schon den Kern der eigenen Zerstörung in sich trage und sich selbst negiere, der Weltgeist als primäres Movens der Geschichte gewissermaßen „mit sich selbst im Krieg liege“, Marx, indem er die teleologische Stufenentwicklung beibehielt, sie jedoch umdrehte und nicht den Geist, sondern das Materielle zur Basis erklärte, wobei die innere Dynamik der Geschichte durch Konflikte entstehe, die durch Wechsel der Produktionsmittel und der sozialen Kontrolle und Organisation ausgelöst würden und dadurch sekundär neue ideelle Konstrukte hervorbrächten.
Strukturelle Dualismen der Neuzeit waren und sind der Klassendualismus des Kommunismus oder der rassistischen Dualismus der Nationalsozialisten. Sie sind expressiv antagonistische Dualismusformen der hier zunehmend säkularisierten und ideologisch geprägten Politik, die in dieser Ausprägung ohnehin zu antagonistischen Dualismen neigt. Solche Konflikt-Dualismen stellen sich oft auch als Nationalismus dar, der allerdings, da ohnehin eher emotional denn als rational bestimmt, auch völlig unideologisch daherkommen kann, wie das Beispiel des deutsch – französischen Dualismus zeigt, der als „Erbfeindschaft“ die europäische Politik ab 1640 seit der Herrschaft Ludwigs XIV. und später Napoleons I. für gut drei Jahrhunderte prägte.
Politische Dualismen, wie sie die politische Philosophie beschreibt, finden sich bis in die Gegenwart zum Beispiel als sog. Koexistenz während des Kalten Krieges, die hier aber einen Euphemismus darstellt, denn das damalige Ost-West-Verhältnis der verschiedenen Machtblöcke war strikt militärisch-antagonistisch strukturiert, ebenso wie das deutsch-deutsche Verhältnis zwischen DDR und BRD mit dem jeweiligen Alleinvertretungsanspruch. Ein weiterer, die Politik beherrschender Dualismus ist der Nord-Süd-Konflikt zwischen Industrieländern und den sog. Entwicklungsländern, der sich gewöhnlich vor allem als sozioökonomischer Dualismus präsentiert und den Ost-West-Konflikt inzwischen ersetzt hat.
Auch heute dominiert somit meist die antagonistische Form, wie sie etwa Samuel P. Huntington in Kampf der Kulturen thematisiert hat. Auch der Islamismus ist derart politisch dualistisch konzipiert. Der ethische Dualismus kann zudem ebenfalls politische Formen annehmen, auch in Gestalt eines ethnischen bis rassistischen Dualismus (etwa in Jugoslawien), der häufig und nicht erst seit den Zeiten des Sklavenhandels und des Kolonialismus, z. B. wie in Ruanda auch als ökonomischer Dualismus imponiert. Zudem sorgen die künstlichen Grenzziehungen der einstigen Kolonialmächte in Afrika für ein ständig antagonistisch aufflackerndes Potential von Konflikten, die sowohl durch ethnische wie religiöse und ökonomische Faktoren bzw. Interessen zusätzlich angeheizt werden, wie das Beispiel Nordsudan vs. Südsudan zeigt, in dem alle drei Komponenten virulent sind (Islam vs. Christentum, Araber vs. Schwarzafrikaner, Ölvorkommen), während etwa im west-ostsudanesischen Darfurkonflikt nur der rassische-ethnische und bedingt ein ökonomischer, durch die Aridisierung im Rahmen des Klimawandels ausgelöster Faktor wirksam ist, der auch in anderen Gebieten der Erde zunehmend für Konfliktsituationen sorgt, wie sie in den verschiedenen Klimakonferenzen offen und teils sogar antagonistisch zutage traten.
Im Europa des 20. Jahrhunderts kam es zudem auch zu einer Reihe kleinerer dualistischer Konflikte auf meist nationalistischer bzw. ethnischer Basis, etwa der Nordirlandkonflikt und der baskisch-spanische Konflikt (ETA) sowie der Jugoslawienkonflikt mit dem Kosovokrieg, bei dem sich ethnische, religiöse und nationalistisch-historische (Schlacht auf dem Amselfeld (1389)) Antagonismen mischten. Weitere, jedoch interne Konflikte, bei denen sich unterschiedliche Interessen antagonistisch gegenüberstehen, sind die sog. Bürgerkriege, etwa der im Spanien der 1930er Jahre sowie vor allem in der sog. Dritten Welt.
All dem liegt nicht zuletzt aber ein evolutionär bedingter, sich ethologisch äußernder anthropologischer Dualismus zugrunde, wie ihn zum Beispiel Konrad Lorenz in Das sogenannte Böse beschreibt und der sich vorzugsweise im soziobiologischen Phänomen der Konkurrenz und Aggression manifestiert und meist erst sekundär einen pseudopolitischen, pseudoreligiösen oder gar pseudophilosophischen Anstrich erhält, welche vor allem nach außen diverse Interessen repräsentieren sollen, obwohl es häufig nur um Teilhabe an der Macht und damit an den ökonomischen Ressourcen geht, so dass hier durchaus eine evolutionär stabile Strategie vorliegt, die allerdings unter den modernen Gegebenheiten höchst verhängnisvoll wirkt.
Konrad Lorenz meint dazu resignierend: „Das ist der Januskopf des Menschen: Das Wesen, das allein imstande ist, sich begeistert dem Dienst des Höchsten zu weihen, bedarf dazu einer verhaltenspsychologischen Organisation, deren tierische Eigenschaften die Gefahr mit sich bringt, dass es seine Brüder totschlägt, und zwar in der Überzeugung, dies im Dienste eben dieses Höchsten tun zu müssen. Ecce homo!“ Und diese Aussage wiederum ist absolut philosophisch.

### Vorwiegend außerphilosophische Dualismen
All diese Dualismusformen sind zwar eindeutig in nicht mehr philosophischen Bereichen wirksam, diese haben jedoch in oft nicht geringem Ausmaß eine philosophische Komponente (besonders auffallend in der Kosmologie, Teilchenphysik, Genetik und Evolutionsbiologie sowie in der Kunst), zumal der Dualismus mit seinen Kategorien und Mechanismen ein wesensmäßig philosophisches Denk- und Erkenntnissystem darstellt, das als Methode philosophisch bleibt, selbst wenn es auf andere Gebiete angewendet wird, aber „prinzipiell auf allen Gebieten und auf sehr verschiedenen Ebenen vertreten“ ist. Auch Bereiche wie Sprachwissenschaft, Ökonomie, Politik oder Recht sind ja per se außerphilosophisch, doch ist ihr Zusammenhang mit Mensch und Gesellschaft so eng, dass sie mit ihren Dualismusphänomenen auch als philosophische Interpretationen gelten können. Dabei spielt in der Kunst der Begriff der Komplementarität eine zentrale Rolle, ein kulturelles Paar, das zwei gegenläufige, aber gleichberechtigte Aspekte der Weltsicht repräsentiert, zwei Arten von Wahrheiten, die des Rationalen und die des Irrationalen bzw. Emotionalen.

#### Problem Zeit

Die komplexen Personen- und Handlungskonstellationen in der Antigone des Sophokles, die sich aus dem bestehenden Grunddualismus der Ausgangssituation ergeben: Verstoß gegen göttliches Gebot durch Kreon kontra Verstoß gegen königliches Gebot durch Antigone im Verlaufe der fünf Handlungsstufen der Tragödie entwickeln und die dramatisch modulierte Zeitdimension diese Dualismus zeigen.

Vor allem in der Kunst wird der Dualismus zudem zusätzlich durch einen nicht nur sekundär historischen, sondern kleinräumig spezifischen Zeitfaktor ergänzt, da es dabei meist um Prozesse innerhalb einer eigenen Zeitbezogenheit geht, die hier in einem engen und nicht auflösbaren Handlungszusammenhang mit dem zu beobachtenden Phänomen stehen. Der statische, lediglich in sich wechselwirkende Dualismus der Philosophie wird hier somit zu einem dynamischen, prozeduralen Dualismus im Rahmen methodologischer Regeln. Dieser zeitmodifizierte Dualismus erhält durch das Wirken des Zeitvektors eine zeitlich progrediente Qualität, die sich vom statischen Dualismus etwa des Yin und Yang, bei dem die Teile ausschließlich aufeinander bezogen sind, auch qualitativ grundsätzlich durch die ihr innewohnende Entelechie unterscheidet und zudem im Rahmen individueller Wahrnehmungsfähigkeit qualitativ wie quantitativ variabel ist.
Zudem kann das Fortschreiten der Zeit auch modulierend auf die Qualität der Dualismen einwirken. Alle Formen von Theater, Oper und Film haben diesen Effekt geradezu als Voraussetzung ihrer Wirkung. Die klassische Form des Dramas ist beispielhaft dafür, denn sie entwickelt eine meist schicksalhaft bedingte Grundkonstellation über mehrere Schritte, die schon im 6. Kapitel der Poetik des Aristoteles vorgegeben sind und in deren Verlauf der Held mit seiner aus einem Gegensatz zu Schicksal/Götter und Mensch entstandenen Hybris fünf zeitlich den Dualismus modulierende Stufen durchläuft: Exposition, 1. Klimax (1. Höhepunkt), Peripetie, Antiklimax, Katastrophe oder Katharsis.
Damit aber entsteht eine Verbindung zum vielleicht heikelsten Bereich des menschlichen Bewusstseins, dem der Zeitwahrnehmung, die letztlich nichts anderes als ein evolutionär bedingtes Sinnesfenster darstellt, das vom Bewusstsein ständig mit dem Raumfenster koordiniert werden muss und eine derart determinierte Kausalität der Wahrnehmungen zur Folge hat, so dass so temporal definierte Dynamismen, wie sie einige Formen der Kunst bieten, möglicherweise nur noch bedingt als dualistisch im eigentlich Sinne eines antagonistischen oder komplementären, wesensmäßig aber statischen Gegenüber angesehen werden können, es sei denn, man unterscheidet einen Dualismus ohne von einem mit Zeitvektor. Anthropologen wie Wolfgang Schleidt definieren Bewusstsein denn auch so: „Bewusstsein ist ein besonderer dynamischer Zustand im allgemeineren Zustand der Wachheit des Individuums, in dem ausgewählte Inhalte der Wahrnehmung in einem erweiterten Raum (im Vergleich zum unmittelbar wahrnehmbaren Raum) und Zeit (im Vergleich zur Aufmerksamkeitsspanne) kognitiv manipuliert werden können.“

#### Methodologischer Dualismus
Der methodologische Dualismus findet ausgehend vom Dualismus Descartes’ in der modernen Philosophie und Wissenschaftstheorie seinen Niederschlag vor allem im Prinzip der antithetischen Dialektik, wie sie bereits bei Platon, später bei Hegel und Karl Marx methodologisch eingesetzt wurde.

#### Dualismen in der Kunst
Vor allem Inhalte und Formen jeglicher Kunst spiegeln die dualistische Spaltung der menschlichen Wahrnehmung und ihrer geistiger Verarbeitung wider, wie sie die evolutionäre Erkenntnistheorie postuliert (s. oben). In diesem Sinne stellt der Dualismus nicht nur eine Reaktion auf diese Spaltung dar, sondern liefert auch die Instrumente zu ihrer Bewältigung, wie der Wiener Biologe und Epistemologe Rupert Riedl nachweist. Er zitiert dabei aus einem Text des österreichischen Malers und Vertreters des phantastischen Realismus Robert Ederer aus dem Jahre 1982:

„All dies geschilderten Zwiespälte entspringen ja nur bedingt einer rein subjektiven Kondition, denn: was in ihnen Anteil an der allgemeinen Grundsituation des Menschen hat, was Ausdruck jenes grundsätzlichen Dualismus ist, von ›Leben‹ und ›Geist‹, von ›Gefühl‹ und ›Verstand‹ […] dies widerfährt freilich als Abenteuer der Bewusstwerdung allen Menschen – In manchen entartet dieser Dialog. Der produktive veranlagte Mensch wird diese Dialektik (aber) […] zu meistern und durch sie seine Selbstfindung zu erreichen suchen.“

##### Grundlagen, Statik und Dynamik
Zwischen dem Dualismus in der Kunst und dem in Philosophie gibt es einen entscheidenden Unterschied: Philosophie enthält den Dualismus begrifflich und abstrakt oder als Phänomen. Die Kunst hingegen zeigt und benutzt den Dualismus aktiv, das gehört zu ihrem inneren, sowohl kommunikativen wie individualistischen Wesen, und zwar abhängig von der Kunstart sowohl statisch wie dynamisch.

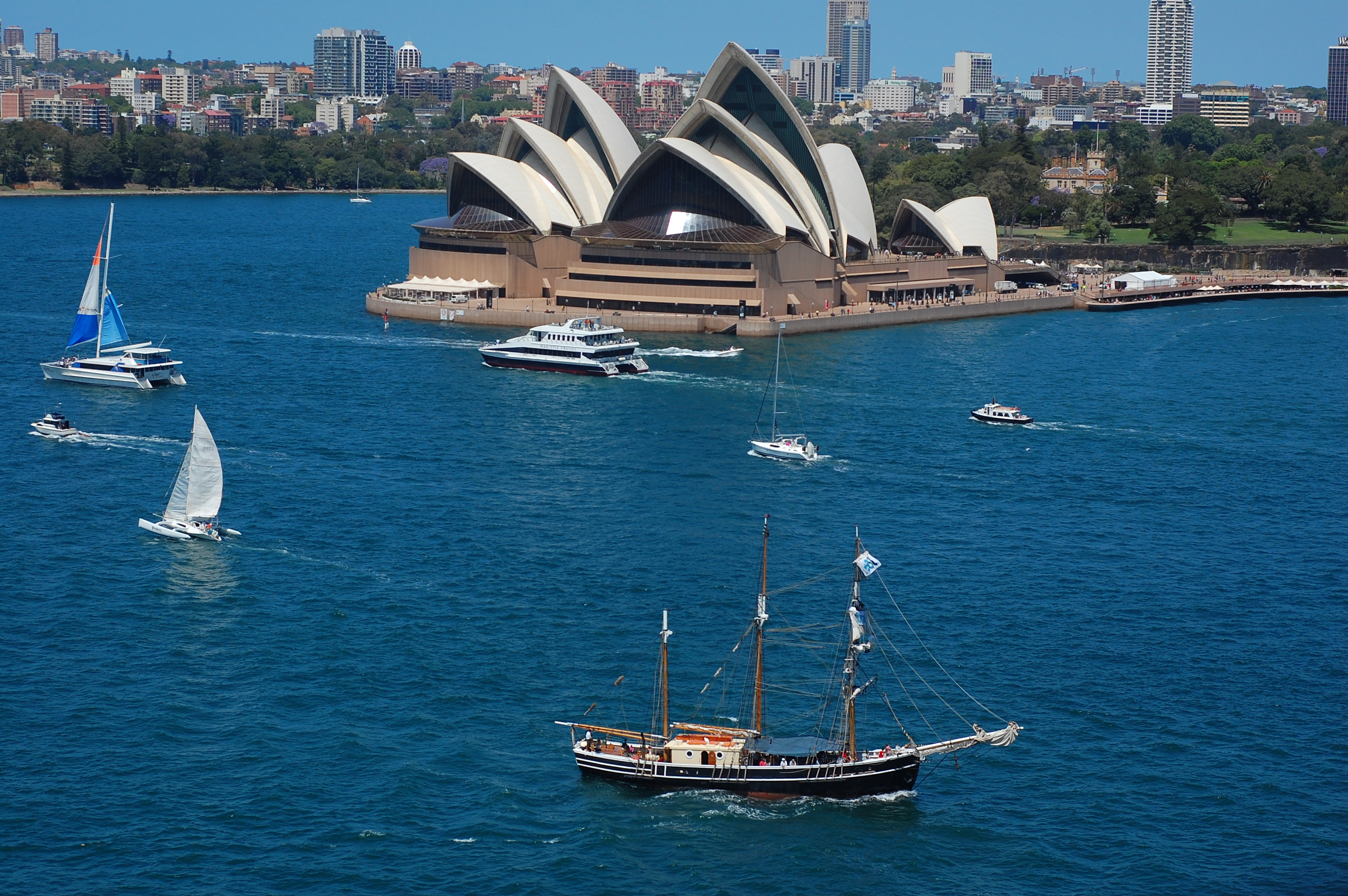
Architektonischer Dualismus: die Wellen- und Segelstruktur des Opernhauses von Sydney korrespondiert mit dem es umgebenden Meer und den Schiffen.

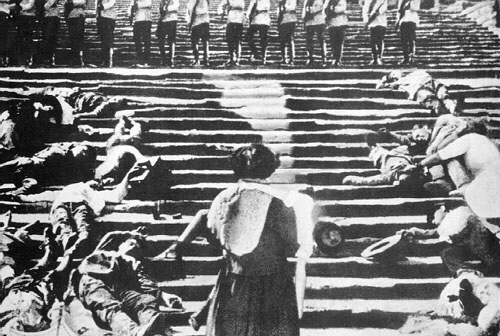
Formale und schwarz-weiß kontrastierende dualistische Expressivität in der Treppenszene aus Eisensteins Film Panzerkreuzer Potemkin von 1925

Modern Dance mit stark dualistischen Elementen in Farbe, Tanz und Konstellation

Den Unterschied zwischen statischen und dynamischen Effekten in der Kunst hat bereits Gotthold Ephraim Lessing in seiner berühmten Schrift Laokoon analysiert und die Bedeutung der Zeit in diesem Zusammenhang hervorgehoben.
Die Kunst ist denn auch voll von statischen und dynamischen Dualismus-Effekten und -Techniken, die gewöhnlich dafür eingesetzt werden, eine bestimmte dramatisches bzw. expressive Spannung zu erzeugen (daher die Bezeichnung der Kunstrichtung Expressionismus).

##### Malerei, Fotografie, Plastik und Architektur
Statische Dualismuseffekte sind besonders offensichtlich, etwa im Dualismus von Umriss und Fläche, Raum und Form in der bildenden Kunst, dem zum Beispiel bei Pablo Picasso und Salvador Dalí häufigen Dualismus der Perspektiven oder dem Dualismus von Primärfarben etwa bei Vincent van Gogh oder auch Emil Nolde und Franz Marc. In Plastik und Architektur sind nicht zeitabhängige Dualismen ebenfalls häufig, und zwar nicht nur in früheren Epochen wie besonders deutlich in der Architektur der Gotik, über die es heißt: ihr Charakteristikum sei die „Einheit des Ganzen im ständigen Zerfallen und sich Wiederaufbauen aus Teilelementen zu erfahren“ (Hans Sedlmayr), sondern vor allem in der Moderne, etwa in der Spannung zwischen natürlicher Form und künstlerisch verfremdeter (z. B. Alberto Giacometti) oder zwischen Baukörper und Umgebung oder Material und Funktion.
Von den modernen Techniken ist hier vor allem die Fotografie zu nennen (etwa bei Helmut Newton), soweit sie künstlerische Intentionen hat.

##### Musik, Oper, Ballett
In der Musik, die man auch als „aufgelöste Architektur“ bezeichnen könnte, sind Einheitlichkeit und Mannigfaltigkeit, Symmetrie und Wechsel, Wiederholung und Gegensatz, Spannung und Entspannung die ästhetischen Grundsätze. All ihre Elemente, ob nun Melodie, Rhythmus oder Harmonie, Metrum, Tempo oder Tonalität, sind ihnen unterworfen. Sie verfügt sowohl rhythmisch wie tonal und instrumental über ein reiches Repertoire dualistischer, hier meist (außer etwa in den Akkorden mit ihrem polaren Dualismus oder in Synkopen) dynamisch-zeitlich wirksamer Formen und hat im harmonischen Dualismus der Musiktheorie sogar ein theoretisches Konzept dazu entwickelt, das die Spiegelbildlichkeit von Dur- und Moll-Akkorden zum Gegenstand hat, die ja in sich schon ein bipolares System darstellen. Doch bereits die Polyphonie mit dem Kanon oder die dann zur Sinfonie weiterentwickelte Fuge und Sonate mit ihrer dualistischen Kontrapunktik folgen diesem Muster, dasselbe gilt aber bereits für die Gregorianik. Harmonische Mittel wie der Orgelpunkt, Engführung oder die Generalpause sind weitere Beispiele eines ausgeprägten musikalischen Dualismus.
Rhythmen und andere musikdynamische Elemente wirken hier ebenso dualistisch, nicht nur in modernen klassischen Werken wie in Igor Strawinskys Le sacre du printemps oder Carl Orffs Carmina Burana, sondern schon bei den großen Symphonikern, am deutlichsten bei Anton Bruckner mit den gewaltigen Steigerungsbögen (sog. „Terrassendynamik“), in der Musik des Barock und sogar bereits im Minnesang des Mittelalters und bis hin zu Jazz, Techno und Beatmusik der Moderne, insbesondere aber in der die dramatischen Abläufe verstärkenden Filmmusik.
Auch die Oper nutzt all diese musikalischen Mittel und fügt ihnen die dramatischen des Theaters sowie der Malerei und Plastik im Rahmen der durch die Mittel der Lichtregie noch verstärkten Inszenierungskunst hinzu, beginnend wohl vor allem in den Fünfzigern des 20. Jahrhunderts mit Wieland Wagner in Bayreuth.
Vergleichbares gilt auch für das Ballett, das sich vor allem in der zweiten Hälfte des 20. Jahrhunderts ebenfalls modernen Formen zuwandte, die einen sehr viel dualistischeren Charakter hatten als die überkommenen des auf dem Dualismus Corps de Ballett und Tänzer/Ballerina beruhenden Ballet russe und mit dem Modern Dance eine enge Verbindung eingingen, z. B. bei Pina Bausch oder Mary Wigman.

#### „Dualismus“ in den Naturwissenschaften
Unter zunehmender Aufweichung der Bedeutung wurde der Begriff Dualismus vor allem in philosophischen Betrachtungen und populärwissenschaftlichen Texten über naturwissenschaftliche Themen als Ober- oder Ersatzbegriff für solche Begriffe eingesetzt, die irgendeine Zweiteilung oder einen Gegensatz beschreiben. Aus naturwissenschaftlicher Sicht besteht eine solche Zweiteilung oder ein solcher Gegensatz jedoch oft nicht; dieser entstammt eher dem Empfinden des Betrachters.
In der Physik gibt es den etablierten Begriff des „Welle-Teilchen-Dualismus“. Dieser Dualismus tritt aber nicht innerhalb der Physik auf, sondern zwischen den Vorstellungen, die aus der Erfahrungswelt entstammen und die sich für die Beschreibung für das Verhalten von Quantenobjekten letztlich als unzureichend erwiesen.
Im Laufe des 17. Jahrhunderts beschäftigten sich Christiaan Huygens und Isaac Newton mit dem physikalischen Phänomen des Lichts. Sie entwickelten zwei einander entgegengesetzte Theorien: Huygens fasste Licht als Wellen auf, während Newton es als Strahlen von Korpuskeln (Teilchen) beschrieb. Mit der Zeit setzte sich die Vorstellung vom Wellencharakter des Lichts durch, die durch die beobachteten Beugungs- und Interferenz-Erscheinungen experimentell und durch die Maxwell-Gleichungen theoretisch bestätigt zu sein schien. Max Planck und Albert Einstein aber stellten fest, dass Licht nur in bestimmten „Portionen“ absorbiert oder emittiert werden kann, den Quanten oder Photonen. Dies ist mit einem Wellencharakter des Lichts unvereinbar.
Umgekehrt wurden Elektronen zunächst als Teilchen aufgefasst. Louis de Broglie postulierte hingegen, dass auch Elektronen unter bestimmten Voraussetzungen Wellencharakter zeigen. So konnte im Davisson-Germer-Experiment gezeigt werden, dass Elektronen ähnlich wie Röntgenstrahlen gebeugt werden. Die beiden Konzepte – Welle und Teilchen – sind vom Standpunkt der klassischen Physik vollkommen gegensätzlich und unvereinbar (daher der Begriff Welle-Teilchen-Dualismus). Beschränkt man sich aber nur auf eines der beiden Konzepte, so bleibt die Beschreibung zwangsläufig unvollständig.
An die Stelle der klassischen Beschreibung muss also eine quantenmechanische treten, innerhalb der kein Dualismus feststellbar ist. Grob vereinfacht kann man es in etwa so fassen: Wenn ein Photon absorbiert wird oder wenn ein Elektron auf einen Detektor trifft, dann zeigen sie ihren Teilchencharakter. Ob dieses Ereignis eintritt, oder besser: Wie wahrscheinlich dieses Ereignis ist, wird jedoch durch die Wellenfunktion bestimmt.